# Cúp bóng đá Nga 2024–25
Mùa giải 2024–25 của Cúp bóng đá Nga là mùa giải thứ 33 của giải đấu bóng đá Nga loại trực tiếp kể từ khi Liên Xô tan rã.
Thông thường, đội vô địch giải đấu sẽ giành suất tham dự UEFA Europa League 2025–26, tuy nhiên, vào ngày 28 tháng 2 năm 2022, các CLB của Nga đã bị UEFA và FIFA cấm tham dự các giải đấu quốc tế cho đến khi có thông báo mới do ảnh hưởng về mặt chính trị của Nga.

## Các CLB góp mặt
- Ngoại Hạng Nga (1): 16 CLB.
- Hạng Nhất Nga (2): 18 CLB.
- Hạng A của giải Hạng Nhì Nga (3): 18 CLB
- Hạng B của giải Hạng Nhì Nga (4): 42 CLB.
- Giải bán chuyên:
  - Giải Hạng Ba (5): 8 CLB
  - Giải Hạng Tư (giải khu vực) (6): 2 CLB.
  - Câu lạc bộ truyền thông nghiệp dư (7): 3 CLB.
- Tổng cộng: 107 CLB.

## Phân bố
Các đội từ giải Ngoại hạng và các đội còn lại sẽ bước vào vòng đấu loại trực tiếp với 2 nhánh khác nhau. Đối với các đội Ngoại hạng, họ sẽ thi đấu ở vòng bảng nhánh RPL với 2 lượt thi đấu vòng tròn, chia làm 4 bảng, mỗi bảng 4 đội. Các đội khác sẽ thi đấu ở vòng loại nhánh khu vực, bắt đầu từ vòng 1/256 đội cho đến vòng 1/8 với 1 trận mỗi vòng.

## Lịch thi đấu
Lịch thi đấu sẽ diễn ra như sau:
| Giai đoạn                 | Vòng            | Vòng           | Vòng           | Ngày thi đấu                    |
| ------------------------- | --------------- | -------------- | -------------- | ------------------------------- |
| Vòng loại (nhánh khu vực) | Vòng 1          | Vòng 1         | Vòng 1         | 30 tháng 7 – 1 tháng 8 năm 2024 |
| Vòng loại (nhánh khu vực) | Vòng 2          | Vòng 2         | Vòng 2         | 20–22 tháng 8 năm 2024          |
| Vòng loại (nhánh khu vực) | Vòng 3          | Vòng 3         | Vòng 3         | 3–5 tháng 9 năm 2024            |
| Vòng loại (nhánh khu vực) | Vòng 4          | Vòng 4         | Vòng 4         | 24–26 tháng 9 năm 2024          |
| Vòng loại (nhánh khu vực) | Vòng 5          | Vòng 5         | Vòng 5         | 15–17 tháng 10 năm 2024         |
| Vòng loại (nhánh khu vực) | Vòng 6          | Vòng 6         | Vòng 6         | 29–31 tháng 10 năm 2024         |
| Vòng bảng (nhánh RPL)     | Lượt trận 1     | Lượt trận 1    | Lượt trận 1    | 30 tháng 7 – 1 tháng 8 năm 2024 |
| Vòng bảng (nhánh RPL)     | Lượt trận 2     | Lượt trận 2    | Lượt trận 2    | 13–15 tháng 8 năm 2024          |
| Vòng bảng (nhánh RPL)     | Lượt trận 3     | Lượt trận 3    | Lượt trận 3    | 27–28 tháng 8 năm 2024          |
| Vòng bảng (nhánh RPL)     | Lượt trận 4     | Lượt trận 4    | Lượt trận 4    | 17–19 tháng 9 năm 2024          |
| Vòng bảng (nhánh RPL)     | Lượt trận 5     | Lượt trận 5    | Lượt trận 5    | 1–3 tháng 10 năm 2024           |
| Vòng bảng (nhánh RPL)     | Lượt trận 6     | Lượt trận 6    | Lượt trận 6    | 22–24 tháng 10 năm 2024         |
| Vòng đấu loại trực tiếp   | Tứ kết          | Nhánh RPL      | Trận 1         | 5–7 tháng 11 năm 2024           |
| Vòng đấu loại trực tiếp   | Tứ kết          | Nhánh RPL      | Trận 2         | 26–28 tháng 11 năm 2024         |
| Vòng đấu loại trực tiếp   | Tứ kết          | Nhánh khu vực  | Vòng 1         | 26–28 tháng 11 năm 2024         |
| Vòng đấu loại trực tiếp   | Tứ kết          | Nhánh khu vực  | Vòng 2         | 11–13 tháng 3 năm 2025          |
| Vòng đấu loại trực tiếp   | Bán kết         | Nhánh RPL      | Trận 1         | 11–13 tháng 3 năm 2025          |
| Vòng đấu loại trực tiếp   | Bán kết         | Nhánh RPL      | Trận 2         | 15–17 tháng 4 năm 2025          |
| Vòng đấu loại trực tiếp   | Bán kết         | Nhánh khu vực  | Vòng 1         | 15–17 tháng 4 năm 2025          |
| Vòng đấu loại trực tiếp   | Bán kết         | Nhánh khu vực  | Vòng 2         | 30 tháng 4 – 2 tháng 5 năm 2025 |
| Vòng đấu loại trực tiếp   | Chung kết nhánh | Nhánh RPL      | Trận 1         | 30 tháng 4 – 2 tháng 5 năm 2025 |
| Vòng đấu loại trực tiếp   | Chung kết nhánh | Nhánh RPL      | Trận 2         | 13–15 tháng 5 năm 2025          |
| Vòng đấu loại trực tiếp   | Chung kết nhánh | Nhánh khu vực  | Nhánh khu vực  | 13–15 tháng 5 năm 2025          |
| Vòng đấu loại trực tiếp   | Chung kết tổng  | Chung kết tổng | Chung kết tổng | 1 tháng 6 năm 2025              |

## Vòng loại (nhánh khu vực)

### Vòng 1
Ngày thi đấu được ấn định vào ngày 24 tháng 7 năm 2024.
Số đội tham dự:
- 13 CLB từ giải nghiệp dư
- 21 CLB có thành tích tệ nhất ở giải hạng B của giải hạng Nhì.

Thời gian thi đấu tính theo giờ MSK (UTC+3)
| 30 tháng 7 năm 2024 | 2Drots Moscow (7) | 1–0      | Strogino Moscow (4) | Moscow                                                                         |  |
| 16:00               | - Terekhov 90+2'  | Chi tiết |                     | Sân vận động: Moskvich Stadium Lượng khán giả: 3,708 Trọng tài: Danila Tsurkov |  |

| 30 tháng 7 năm 2024                                                  | Orgenergostroy Dimitrovgrad (5)                  | 3–3 (3–4 p)                                                      | Lada-Tolyatti (4)                                  | Dimitrovgrad                                                                   |  |
| 17:00                                                                | - Shageev 15' - Pepinov 45+7' - Nuretdinov 90+4' | Chi tiết                                                         | - Bosov 37' - Kuznetsov 56' (l.n.) - Makhmutov 64' | Sân vận động: Torpedo Stadium Lượng khán giả: 2,500 Trọng tài: Maksim Sukhanov |  |
|                                                                      |                                                  | Loạt sút luân lưu                                                |                                                    |                                                                                |  |
| - Danilin - Kuznetsov - Kudryashov - Logunov - Kurochkin - Ivashchov |                                                  | - Paskin - Zinovich - Stroganov - Makhmutov - Punegov - Gogniyev |                                                    |                                                                                |  |

| 30 tháng 7 năm 2024 | Ilpar Ilyinsky (5) | 0–2      | Uralets-TS Nizhny Tagil (4)      | Perm                                                                        |  |
| 18:00 (20:00 YEKT)  |                    | Chi tiết | - Podbeltsev 47' - Smolnikov 86' | Sân vận động: Zvezda Stadium Lượng khán giả: 372 Trọng tài: Danil Tkachenko |  |

| 30 tháng 7 năm 2024 | Kuban-Holding Pavlovskaya (4) | 2–1      | Druzhba Maykop (4) | Pavlovskaya                                                                    |  |
| 18:00               | - Revazov 28', 57' (ph.đ.)    | Chi tiết | - Orazaev 77'      | Sân vận động: Urozhay Stadium Lượng khán giả: 450 Trọng tài: Vladislav Shipkov |  |

| 30 tháng 7 năm 2024 | Cherepovets-SSHOR Vityaz (5) | 0–1      | Dynamo Vologda (4) | Cherepovets                                                                     |  |
| 18:30               |                              | Chi tiết | - Dolgov 52'       | Sân vận động: Metallurg Stadium Lượng khán giả: 530 Trọng tài: Evgeniy Timofeev |  |

| 31 tháng 7 năm 2024 | Anri Vladivostok (6) | 1–5      | Dynamo Vladivostok (4)                                                               | Vladivostok                                                                 |  |
| 12:30 (19:30 VLAT)  | - Sapalev 34'        | Chi tiết | - Shestakov 26' - Dorokhov 55' - Sergeyev 73' - Rashchupkin 80' (ph.đ.) - Leonov 82' | Sân vận động: Dynamo Stadium Lượng khán giả: 2,137 Trọng tài: Makar Yanchuk |  |

| 31 tháng 7 năm 2024 | Temp Barnaul (5)           | 2–1      | Dynamo Barnaul (4) | Barnaul                                                                        |  |
| 15:00 (19:00 KRAT)  | - Babich 50' - Knyazev 80' | Chi tiết | - Abramov 26'      | Sân vận động: Dynamo Stadium Lượng khán giả: 5,017 Trọng tài: Mikhail Vorobjev |  |

| 31 tháng 7 năm 2024 | Pobeda Khasavyurt (4) | 1–0      | Angusht Nazran (4) | Khasavyurt                                                                             |  |
| 16:00               | - Abdulaev 10'        | Chi tiết |                    | Sân vận động: Arsanali Murtazaliev Stadium Lượng khán giả: 620 Trọng tài: Islam Gaziev |  |

| 31 tháng 7 năm 2024 | SSH-Leningradets Leningrad Oblast (5) | 1–3      | Dynamo Saint Petersburg (4)            | Roshchino                                                                         |  |
| 17:00               | - Rodionov 1'                         | Chi tiết | - Fateev 53' - Chernomyrdin 71', 90+1' | Sân vận động: Roshchino Arena Stadium Lượng khán giả: 230 Trọng tài: Artem Kharin |  |

| 31 tháng 7 năm 2024 | SSHOR 1-Kristall Saint Petersburg (5)                   | 4–1      | Zvezda Saint Petersburg (4) | Saint Petersburg                                                             |  |
| 17:00               | - Bokovoy 27', 49' - Vartanyan 46' - Andreychikov 90+2' | Chi tiết | - Medinskiy 80'             | Sân vận động: Nova Arena Stadium Lượng khán giả: 380 Trọng tài: Artem Kharin |  |

| 31 tháng 7 năm 2024                   | Broke Boys (7) | 1–1 (4–2 p)                               | Kvant Obninsk (4) | Odintsovo                                                                  |  |
| 18:00                                 | - Plesco 56'   | Chi tiết                                  | - Dyomin 28'      | Sân vận động: Central Stadium Lượng khán giả: 1,680 Trọng tài: Petr Shilin |  |
|                                       |                | Loạt sút luân lưu                         |                   |                                                                            |  |
| - Chyorny - Rozyev - Davydov - Plesco |                | - Nikitin - Ositsin - Melnikov - Zakharov |                   |                                                                            |  |

| 31 tháng 7 năm 2024 | Nart Cherkessk (4) | 1–2      | Biolog-Novokubansk (4)                 | Cherkessk                                                                  |  |
| 18:00               | - Bostanov 45+1'   | Chi tiết | - Pereverzev 15' - Tsogoev 18' (ph.đ.) | Sân vận động: Nart Stadium Lượng khán giả: 562 Trọng tài: Aleksey Koltunov |  |

| 31 tháng 7 năm 2024                                    | Pskov (5)    | 1–1 (3–4 p)                                             | Luki-Energiya Velikiye Luki (4) | Pskov                                                                                      |  |
| 19:00                                                  | - Volkov 52' | Chi tiết                                                | - Polyakov 70' (ph.đ.)          | Sân vận động: Mashinostroitel Stadium Lượng khán giả: 2,350 Trọng tài: Kirill Garafutdinov |  |
|                                                        |              | Loạt sút luân lưu                                       |                                 |                                                                                            |  |
| - Volkov - Paranin - Alekssev - Vinogradov - Silantjev |              | - Spodarets - Polyakov - Ivanov - Alelyunas - Agaronyan |                                 |                                                                                            |  |

| 1 tháng 8 năm 2024                                         | Sokol Kazan (4) | 1–1 (4–3 p)                                         | Volna Nizhny Novgorod Oblast (4) | Kazan                                                                                      |  |
| 16:00                                                      | - Voronov 33'   | Chi tiết                                            | - Lukoyanov 21'                  | Sân vận động: Trudovye Rezervy Stadium Lượng khán giả: 330 Trọng tài: Vladislav Demyanchuk |  |
|                                                            |                 | Loạt sút luân lưu                                   |                                  |                                                                                            |  |
| - Gallyamov - Gilmutdinov - Shcherbin - Gorelov - Yakovlev |                 | - Saygushev - Gaganin - Khramov - Sokolov - Shamaev |                                  |                                                                                            |  |

| 1 tháng 8 năm 2024 | ZOV Moscow (5)                     | 2–3      | Torpedo Vladimir (4)             | Moscow                                                                    |  |
| 17:45              | - Romanov 21' - Zyukin 82' (ph.đ.) | Chi tiết | - Khokhlov 15' - Zharov 59', 86' | Sân vận động: Oktyabr Stadium Lượng khán giả: 100 Trọng tài: Artem Klyuev |  |

| 1 tháng 8 năm 2024 | Amkal Moscow (7)                                                                      | 8–1      | Kolomna (4)    | Moscow                                                                              |  |
| 18:00              | - Kostyukov 12', 41', 44' - Mavrin 18' - Pichugin 33' - Imayev 47' - Agekyan 55', 69' | Chi tiết | - Teterkin 65' | Sân vận động: Spartak Academy Stadium Lượng khán giả: 1,370 Trọng tài: Oleg Gusakov |  |

| 1 tháng 8 năm 2024 | Kirovets-Voskhozhdeniye Saint Petersburg (6) | 0–2      | Tver (4)                    | Saint Petersburg                                                                |  |
| 19:00              |                                              | Chi tiết | - Chugunov 54' - Shavel 86' | Sân vận động: Kirovets Stadium Lượng khán giả: 208 Trọng tài: Alina Vakhrusheva |  |

### Vòng 2
Các đội tham dự:
- 17 đội giành chiến thắng ở vòng 1.
- 21 đội có thành tích cao ở giải hạng B của giải Hạng Nhì
- 18 đội từ giải hạng A của giải hạng Nhì

Ngày thi đấu được công bố vào ngày 9 tháng 8 năm 2024.
| 20 tháng 8 năm 2024                                                | Uralets-TS Nizhny Tagil (4) | 1–1 (4–5 p)                                                   | Amkar Perm (4) | Nizhny Tagil                                                                 |  |
| 15:00 (17:00 YEKT)                                                 | - Podbeltsev 45'            | Chi tiết                                                      | - Akhatov 21'  | Sân vận động: Sputnik Stadium Lượng khán giả: 310 Trọng tài: Andrey Strelkov |  |
|                                                                    |                             | Loạt sút luân lưu                                             |                |                                                                              |  |
| - Chuvilov - Yusupov - Kadermetov - Makarov - Mosunov - Drozhalkin |                             | - Stepanov - Akhatov - Burykin - Sharov - Tolkachev - Pridyuk |                |                                                                              |  |

| 20 tháng 8 năm 2024 | Biolog-Novokubansk (4) | 0–2      | Mashuk-KMV Pyatigorsk (3)    | Yessentuki                                                                 |  |
| 16:00               |                        | Chi tiết | - Tlekhugov 38' - Kuskov 61' | Sân vận động: Essentuki Arena Lượng khán giả: 203 Trọng tài: Anton Sidorin |  |

| 20 tháng 8 năm 2024 | Spartak Nalchik (4) | 0–1      | Dynamo Stavropol (4) | Nalchik                                                                         |  |
| 16:30               |                     | Chi tiết | - Zarochentsev 39'   | Sân vận động: Spartak Stadium Lượng khán giả: 350 Trọng tài: Aleksandr Samsonov |  |

| 20 tháng 8 năm 2024 | Stroitel Kamensk-Shakhtinsky (4) | 2–5      | Forte Taganrog (4)                                                         | Abramovka                                                                 |  |
| 17:00               | - Titarenko 66' (ph.đ.), 90+1'   | Chi tiết | - Abakarov 11' (ph.đ.) - Melekestsev 31', 73' - Kanaev 40' - Amiraliev 80' | Sân vận động: Novocolor Arena Lượng khán giả: 443 Trọng tài: Andrey Zubov |  |

| 20 tháng 8 năm 2024 | Veles Moscow (3) | 0–2      | Amkal Moscow (7)             | Domodedovo                                                                      |  |
| 19:30               |                  | Chi tiết | - Mavrin 31' - Kostyukov 56' | Sân vận động: Avangard Stadium Lượng khán giả: 3,927 Trọng tài: Andrey Prokopov |  |

| 21 tháng 8 năm 2024                                                            | Irtysh Omsk (3) | 1–1 (6–7 p)                                                          | Chelyabinsk (3) | Domodedovo                                                                 |  |
| 13:00 (16:00 OMST)                                                             | - Lobanov 27'   | Chi tiết                                                             | - Goldobin 7'   | Sân vận động: Avangard Stadium Lượng khán giả: 73 Trọng tài: Emir Privalov |  |
|                                                                                |                 | Loạt sút luân lưu                                                    |                 |                                                                            |  |
| - Geryugov - Shleyermakher - Galadzhan - Ivankov - Dorofeyev - Sadykov - Karev |                 | - Goldobin - Samsonov - Pomerko - Pokotylo - Nosov - Gruznov - Levin |                 |                                                                            |  |

| 21 tháng 8 năm 2024 | Salyut Belgorod (4)                                                    | 4–2 | Spartak Tambov (4)                | Stary Oskol                                                                    |  |
| 15:00               | - Krikunenko 75' - Matvevnin 80' (ph.đ.) - Viznovich 86' - Gordeev 90' |     | - Kirichenko 34' - Popovich 90+2' | Sân vận động: Stary Oskol Stadium Lượng khán giả: 0 Trọng tài: Yuliya Veselova |  |

| 21 tháng 8 năm 2024 | Sibir Novosibirsk (3)                              | 4–3      | Temp Barnaul (5)                            | Novosibirsk                                                                    |  |
| 15:00 (19:00 KRAT)  | - Rozhkov 35', 90+3' - Papikyan 45' - Bakharev 88' | Chi tiết | - Babich 15' - Novichkov 61' - Zavyalov 71' | Sân vận động: Spartak Stadium Lượng khán giả: 1,472 Trọng tài: Vage Chichilyan |  |

| 21 tháng 8 năm 2024 | Lada-Tolyatti (4) | 0–2      | Volga Ulyanovsk (3)                   | Syzran                                                                        |  |
| 15:00 (16:00 SAMT)  |                   | Chi tiết | - Solodarenko 37' - Kamenshchikov 60' | Sân vận động: Kristall Stadium Lượng khán giả: 248 Trọng tài: Danil Tkachenko |  |

| 21 tháng 8 năm 2024 | Torpedo Miass (3) | 1–0      | Nosta Novotroitsk (4) | Miass                                                                     |  |
| 16:00 (18:00 YEKT)  | - Kazimir 75'     | Chi tiết |                       | Sân vận động: Trud Stadium Lượng khán giả: 300 Trọng tài: Vladimir Sivkov |  |

| 21 tháng 8 năm 2024 | Astrakhan (4)        | 2–1      | Legion Makhachkala (4) | Astrakhan                                                                           |  |
| 16:00 (17:00 SAMT)  | - Solomatin 44', 56' | Chi tiết | - Olenev 86'           | Sân vận động: Aleksandr Kolosov Stadium Lượng khán giả: 800 Trọng tài: Oleg Gusakov |  |

| 21 tháng 8 năm 2024 | Dynamo Kirov (4)                            | 3–2      | Sokol Kazan (4)     | Kirov                                                                                 |  |
| 16:00               | - Shmarov 23' - Bochko 52' - Goryushkin 65' | Chi tiết | - Yakovlev 19', 39' | Sân vận động: VyatSShOR Stadium Lượng khán giả: 1,020 Trọng tài: Maksim Bogdanavichus |  |

| 21 tháng 8 năm 2024 | Dynamo Vladivostok (4) | 1–0      | Irkutsk (4) | Odintsovo                                                                   |  |
| 16:00               | - Rashchupkin 14'      | Chi tiết |             | Sân vận động: Central Stadium Lượng khán giả: 97 Trọng tài: Maksim Sukhanov |  |

| 21 tháng 8 năm 2024 | Dynamo Saint Petersburg (4) | 1–2      | Kompozit Pavlovsky Posad (4)               | Saint-Petersburg                                                                  |  |
| 16:00               | - Shilov 45'                | Chi tiết | - Tyumentsev 24' (ph.đ.) - Kukushkin 90+2' | Sân vận động: Nova Arena Stadium Lượng khán giả: 355 Trọng tài: Alina Vakhrusheva |  |

| 21 tháng 8 năm 2024 | Kuban Krasnodar (3) | 0–5      | Kuban-Holding Pavlovskaya (4)                        | Pavlovskaya                                                                   |  |
| 17:00               |                     | Chi tiết | - Zakharov 6' - Maloletov 35', 63', 78' - Fadeev 90' | Sân vận động: Urozhay Stadium Lượng khán giả: 550 Trọng tài: Vitaliy Moldovan |  |

| 21 tháng 8 năm 2024 | Leningradets Leningrad Oblast (3)                              | 4–0      | SSHOR 1-Kristall Saint Petersburg (5) | Roshchino                                                                            |  |
| 17:00               | - Kazakov 66' - Kaptilov 78' - Bachinsky 90' - Davidenko 90+2' | Chi tiết |                                       | Sân vận động: Roshchino Arena Stadium Lượng khán giả: 464 Trọng tài: Sergey Kolesnik |  |

| 21 tháng 8 năm 2024                          | Tver (4)       | 1–1 (2–4 p)                                        | Znamya Truda Orekhovo-Zuyevo (4) | Tver                                                                               |  |
| 17:00                                        | - Chugunov 66' | Chi tiết                                           | - Shishkov 90+4'                 | Sân vận động: Yunost Stadium Lượng khán giả: 420 Trọng tài: Anastasia Varfolomeeva |  |
|                                              |                | Loạt sút luân lưu                                  |                                  |                                                                                    |  |
| - Anisimov - Kudrevatyi - Beganskiy - Frolov |                | - Sentyurin - Krasilshchikov - Shishkov - Vorobyov |                                  |                                                                                    |  |

| 21 tháng 8 năm 2024 | Chertanovo Moscow (4)                  | 3–1      | Leon Saturn Ramenskoye (4) | Moscow                                                                                |  |
| 18:00               | - Gatin 10' - Semenov 26' - Svetov 75' | Chi tiết | - Lepekhin 59'             | Sân vận động: Arena Chertanovo Stadium Lượng khán giả: 330 Trọng tài: Dmitriy Matveev |  |

| 21 tháng 8 năm 2024 | Ryazan (4)                                              | 4–0      | Dynamo Bryansk (3) | Ryazan                                                                     |  |
| 18:00               | - Ermolaev 7' - Aksenov 13' - Sychev 33' - Pavlenko 64' | Chi tiết |                    | Sân vận động: Spartak Stadium Lượng khán giả: 455 Trọng tài: Pavel Lysenko |  |

| 21 tháng 8 năm 2024 | Metallurg Lipetsk (3) | 1–2      | Zenit Penza (4)               | Lipetsk                                                                       |  |
| 18:00               | - Glukhov 7'          | Chi tiết | - Terechev 78' - Konoplev 85' | Sân vận động: Metallurg Stadium Lượng khán giả: 1,640 Trọng tài: Yan Marushko |  |

| 21 tháng 8 năm 2024 | Sakhalin Yuzhno-Sakhalinsk (4) | 0–2      | Kosmos Dolgoprudny (4)             | Orekhovo-Zuyevo                                                                 |  |
| 18:00               |                                | Chi tiết | - Bolshunov 60' (l.n.) - Gunko 68' | Sân vận động: Znamya Truda Stadium Lượng khán giả: 89 Trọng tài: Matvey Novikov |  |

| 21 tháng 8 năm 2024                                | Torpedo Vladimir (4)        | 2–2 (4–5 p)                                                | Murom (3)                       | Vladimir                                                                          |  |
| 18:00                                              | - Zemskov 2' - Krasilin 17' | Chi tiết                                                   | - Aleksandrov 47' - Girayev 69' | Sân vận động: MSA Torpedo Stadium Lượng khán giả: 2,349 Trọng tài: Sergey Fedotov |  |
|                                                    |                             | Loạt sút luân lưu                                          |                                 |                                                                                   |  |
| - Zharov - Pestov - Nurullin - Perfilov - Radostev |                             | - Matsukatov - Girayev - Pershin - Mikhailov - Aleksandrov |                                 |                                                                                   |  |

| 21 tháng 8 năm 2024 | Volgar Astrakhan (3)                                   | 3–1      | Pobeda Khasavyurt (4) | Astrakhan                                                                   |  |
| 18:00 (19:00 SAMT)  | - Tatarinov 49' - Zuykov 65' - Bakhtiyarov 73' (ph.đ.) | Chi tiết | - Krivdunov 41'       | Sân vận động: Central Stadium Lượng khán giả: 1,340 Trọng tài: Matvey Zaika |  |

| 21 tháng 8 năm 2024 | Avangard Kursk (3) | 0–2      | Oryol (4)                   | Oryol                                                                         |  |
| 18:30               |                    | Chi tiết | - Borisov 52' - Tarasov 78' | Sân vận động: Central Stadium Lượng khán giả: 5,759 Trọng tài: Pavel Shishkin |  |

| 21 tháng 8 năm 2024 | Luki-Energiya Velikiye Luki (4)       | 2–1      | Kaluga (3)     | Velikiye Luki                                                                |  |
| 18:30               | - Lukin 53' - Spodarets 90+3' (ph.đ.) | Chi tiết | - Agureyev 43' | Sân vận động: Ekspress Stadium Lượng khán giả: 700 Trọng tài: Dmitri Kraynov |  |

| 21 tháng 8 năm 2024 | Spartak Kostroma (3)  | 1–0      | 2Drots Moscow (7) | Kostroma                                                                                     |  |
| 19:30               | - Chursin 77' (ph.đ.) | Chi tiết |                   | Sân vận động: Aleksandr Golubev SSHOR Stadium Lượng khán giả: 3,300 Trọng tài: Oleg Snegirev |  |

| 22 tháng 8 năm 2024 | Dynamo Vologda (4) | 1–3      | Tekstilshchik Ivanovo (3)                      | Vologda                                                                      |  |
| 16:30               | - Krivoruchko 41'  | Chi tiết | - Yeliseyev 45+3' - Skvortsov 86' - Azarov 88' | Sân vận động: Dynamo Stadium Lượng khán giả: 1,927 Trọng tài: Danila Tsurkov |  |

| 22 tháng 8 năm 2024 | Khimik Dzerzhinsk (3) | 1–0      | Broke Boys (7) | Dzerzhinsk                                                                    |  |
| 19:30               | - Sergienko 8'        | Chi tiết |                | Sân vận động: Khimik Stadium Lượng khán giả: 3,505 Trọng tài: Evgeniy Rubtsov |  |

1. ↑  Due to the complicated situation in the Belgorod region, Salyut will played this match in Stary Oskol without spectators.
2. ↑  Due to the complicated situation in the Kursk region, Avangard will played this match in Oryol.

### Vòng 3
Các đội tham dự
- 28 đội thắng ở vòng 2

| 3 tháng 9 năm 2024 | Amkar Perm (4) | 1–0      | Torpedo Miass (3) | Perm                                                                               |  |
| 17:00 (19:00 YEKT) | - Maltsev 62'  | Chi tiết |                   | Sân vận động: Zvezda Stadium Lượng khán giả: 1,947 Trọng tài: Vladislav Kharitonov |  |

| 3 tháng 9 năm 2024 | Forte Taganrog (4) | 0–1      | Kuban-Holding Pavlovskaya (4) | Taganrog                                                                         |  |
| 17:00              |                    | Chi tiết | - Revazov 13' (ph.đ.)         | Sân vận động: Forte Arena Stadium Lượng khán giả: 646 Trọng tài: Andrey Strelkov |  |

| 4 tháng 9 năm 2024                                                 | Tekstilshchik Ivanovo (3) | 1–1 (3–4 p)                                                      | Spartak Kostroma (3) | Ivanovo                                                                            |  |
| 19:30                                                              | - Yeliseyev 22'           | Chi tiết                                                         | - Kiselyov 67'       | Sân vận động: Tekstilshchik Stadium Lượng khán giả: 2,075 Trọng tài: Anton Sidorin |  |
|                                                                    |                           | Loạt sút luân lưu                                                |                      |                                                                                    |  |
| - Samsonov - Razborov - Selemenev - Azarov - Ivakhnov - Kozlovskiy |                           | - Chursin - Rubtsov - Chikanchi - Kiselyov - Kulikov - Nemchenko |                      |                                                                                    |  |

| 4 tháng 9 năm 2024 | Dynamo Vladivostok (4)      | 2–0      | Sibir Novosibirsk (3) | Vladivostok                                                                |  |
| 12:00 (19:00 VLAT) | - Kuzin 25' - Kolotygin 36' | Chi tiết |                       | Sân vận động: Dynamo Stadium Lượng khán giả: 931 Trọng tài: Danila Tsurkov |  |

| 4 tháng 9 năm 2024 | Kosmos Dolgoprudny (4) | 1–2      | Amkal Moscow (7)                    | Dolgoprudny                                                                   |  |
| 16:00              | - Pomeshkin 49'        | Chi tiết | - Pichugin 38' (ph.đ.), 66' (ph.đ.) | Sân vận động: Salut Stadium Lượng khán giả: 1,500 Trọng tài: Roman Marnavskiy |  |

| 4 tháng 9 năm 2024 | Chelyabinsk (3) | 1–0      | Chertanovo Moscow (4) | Chelyabinsk                                                                    |  |
| 17:00 (19:00 YEKT) | - Gorbachik 50' | Chi tiết |                       | Sân vận động: Central Stadium Lượng khán giả: 2,936 Trọng tài: Evgeniy Rubtsov |  |

| 4 tháng 9 năm 2024 | Volga Ulyanovsk (3)                                                                        | 7–0      | Dynamo Kirov (4) | Ulyanovsk                                                                 |  |
| 17:00 (18:00 SAMT) | - Rakhmanov 3' - Murza 14' - Kravtsov 21' - Bilalov 66', 69' - Zhironkin 78' - Polyakh 80' | Chi tiết |                  | Sân vận động: Trud Stadium Lượng khán giả: 1,130 Trọng tài: Pavel Lysenko |  |

| 4 tháng 9 năm 2024 | Astrakhan (4) | 1–2      | Volgar Astrakhan (3)               | Astrakhan                                                                     |  |
| 18:00 (19:00 SAMT) | - Zlobin 88'  | Chi tiết | - Shcherbakov 51' - Lesnikov 90+5' | Sân vận động: Central Stadium Lượng khán giả: 2,488 Trọng tài: Mikhail Plisko |  |

| 4 tháng 9 năm 2024 | Mashuk-KMV Pyatigorsk (3) | 1–0      | Dynamo Stavropol (4) | Pyatigorsk                                                                |  |
| 18:00              | - Suanov 29'              | Chi tiết |                      | Sân vận động: Central Stadium Lượng khán giả: 950 Trọng tài: Matvey Zaika |  |

| 4 tháng 9 năm 2024                                                       | Murom (3)                         | 2–2 (4–5 p)                                                            | Khimik Dzerzhinsk (3)                       | Murom                                                                            |  |
| 18:00                                                                    | - Girayev 80' (ph.đ.) - Kotik 85' | Chi tiết                                                               | - Merenchukov 20' - Abramushkin 42' (ph.đ.) | Sân vận động: Viktor Losev Stadium Lượng khán giả: 1,500 Trọng tài: Artem Smolin |  |
|                                                                          |                                   | Loạt sút luân lưu                                                      |                                             |                                                                                  |  |
| - Girayev - Gerchikov - Vyskrebentsev - Kopylov - Matsukatov - Teplyakov |                                   | - Sutugin - Merenchukov - Kotelnikov - Abramushkin - Markov - Chubukin |                                             |                                                                                  |  |

| 4 tháng 9 năm 2024 | Znamya Truda Orekhovo-Zuyevo (4)     | 2–0      | Leningradets Leningrad Oblast (3) | Orekhovo-Zuyevo                                                                   |  |
| 18:00              | - Kuznetsov 66' - Veretennikov 90+3' | Chi tiết |                                   | Sân vận động: Znamya Truda Stadium Lượng khán giả: 520 Trọng tài: Vladimir Sivkov |  |

| 4 tháng 9 năm 2024 | Oryol (4)                                          | 4–2      | Salyut Belgorod (4)            | Oryol                                                                         |  |
| 18:30              | - Stavtsev 62' - Dmitriyev 75' - Merkulov 76', 82' | Chi tiết | - Ponomarev 25' - Vinnikov 37' | Sân vận động: Central Stadium Lượng khán giả: 4,137 Trọng tài: Andrey Meshkov |  |

| 5 tháng 9 năm 2024 | Kompozit Pavlovsky Posad (4)                 | 3–0      | Zenit Penza (4) | Orekhovo-Zuyevo                                                                    |  |
| 18:00              | - Morev 28' - Agalakov 44' - Kubyshkin 45+1' | Chi tiết |                 | Sân vận động: Znamya Truda Stadium Lượng khán giả: 202 Trọng tài: Evgeniy Timofeev |  |

| 5 tháng 9 năm 2024 | Luki-Energiya Velikiye Luki (4)                  | 3–0      | Ryazan (4) | Velikiye Luki                                                                   |  |
| 18:30              | - Agaronyan 45+3' - Spodarets 66' - Egorov 90+1' | Chi tiết |            | Sân vận động: Ekspress Stadium Lượng khán giả: 1,250 Trọng tài: Sergey Kolesnik |  |

### Vòng 4
Buổi lễ bốc thăm tổ chức vào ngày 8 tháng 9 năm 2024 lúc 19:30 MSK.
Các đội tham gia:
- 14 đội thắng của vòng 3
- 18 CLB của giải Hạng Nhất

Các đội ở nhóm 1 sẽ thi đấu vòng 4 trên sân nhà.
| Nhóm 1 | Nhóm 2 |
| --- | --- |
| - Amkal Moscow (7) - Amkar Perm (4) - Chelyabinsk (3) - Dynamo Vladivostok (4) - KAMAZ Naberezhnye Chelny (2) - Khimik Dzerzhinsk (3) - Kompozit Pavlovsky Posad (4) - Kuban-Holding Pavlovskaya (4) - Luki-Energiya Velikiye Luki (4) - Mashuk-KMV Pyatigorsk (3) - Oryol (4) - Spartak Kostroma (3) - Ural Yekaterinburg (2) - Volga Ulyanovsk (3) - Volgar Astrakhan (3) - Znamya Truda Orekhovo-Zuyevo (4) | - Alania Vladikavkaz (2) - Arsenal Tula (2) - Baltika Kaliningrad (2) - Chayka Peschanokopskoye (2) - Chernomorets Novorossiysk (2) - KAMAZ Naberezhnye Chelny (2) → Nhóm 1 - Neftekhimik Nizhnekamsk (2) - Rodina Moscow (2) - Rotor Volgograd (2) - Shinnik Yaroslavl (2) - SKA-Khabarovsk (2) - Sochi (2) - Sokol Saratov (2) - Torpedo Moscow (2) - Tyumen (2) - Ufa (2) - Ural Yekaterinburg (2) → Nhóm 1 - Yenisey Krasnoyarsk (2) |

Các trận đấu diễn ra theo múi giờ MSK (UTC+3) được liệt kê bởi RFU, (giờ địa phương, nếu có sự khác biệt, được hiển thị trong ngoặc đơn).
| 24 tháng 9 năm 2024 | Kuban-Holding Pavlovskaya (4) | 0–5      | Sochi (2)                                           | Pavloskaya                                                                     |  |
| 14:00               |                               | Chi tiết | - Melyoshin 39', 78' - Bart 56', 64' - Safronov 70' | Sân vận động: Urozhay Stadium Lượng khán giả: 1,800 Trọng tài: Andrey Prokopov |  |

| 24 tháng 9 năm 2024                                      | Amkar Perm (4)                            | 3–3 (4–3 p)                                       | Chernomorets Novorossiysk (2)                    | Perm                                                                          |  |
| 17:00 (19:00 YEKT)                                       | - Promoshkin 2' - Dibirgadzhiyev 24', 36' | Chi tiết                                          | - Rodionov 17' - Bocharov 86' (l.n.) - Fomin 88' | Sân vận động: Zvezda Stadium Lượng khán giả: 2,500 Trọng tài: Aleksandr Mayun |  |
|                                                          |                                           | Loạt sút luân lưu                                 |                                                  |                                                                               |  |
| - Stepanov - Kolesnichenko - Burykin - Akhatov - Pridyuk |                                           | - Uridia - Rodionov - Cherov - Nikiforov - Ivanov |                                                  |                                                                               |  |

| 24 tháng 9 năm 2024 | Chelyabinsk (3) | 0–2      | Tyumen (2)                    | Chelyabinsk                                                                     |  |
| 17:00 (19:00 YEKT)  |                 | Chi tiết | - Tkachuk 45' - Mokayev 90+3' | Sân vận động: Central Stadium Lượng khán giả: 3,150 Trọng tài: Kirill Silantjev |  |

| 24 tháng 9 năm 2024                                | Volga Ulyanovsk (3) | 1–1 (4–3 p)                                           | Rotor Volgograd (2) | Ulyanovsk                                                                    |  |
| 19:30 (20:30 SAMT)                                 | - Kamenshchikov 26' | Chi tiết                                              | - Ageyev 56'        | Sân vận động: Trud Stadium Lượng khán giả: 2,455 Trọng tài: Yaroslav Khromey |  |
|                                                    |                     | Loạt sút luân lưu                                     |                     |                                                                              |  |
| - Chupin - Maksimenkov - Murza - Novikov - Minayev |                     | - Morozov - Kasimov - Kukharchuk - Semyonov - Talikin |                     |                                                                              |  |

| 25 tháng 9 năm 2024                                     | Dynamo Vladivostok (4) | 0–0 (2–3 p)                                        | Shinnik Yaroslavl (2) | Vladivostok                                                                 |  |
| 12:00 (19:00 VLAT)                                      |                        | Chi tiết                                           |                       | Sân vận động: Dynamo Stadium Lượng khán giả: 1,035 Trọng tài: Anton Sidorin |  |
|                                                         |                        | Loạt sút luân lưu                                  |                       |                                                                             |  |
| - Zyryanov - Dudkin - Salnikov - Rashchupkin - Mingazov |                        | - Zinkov - Kul - Sultonov - Fyodorov - Sukhomlinov |                       |                                                                             |  |

| 25 tháng 9 năm 2024 | Mashuk-KMV Pyatigorsk (3) | 0–3      | Rodina Moscow (2)                              | Yessentuki                                                                  |  |
| 16:00               |                           | Chi tiết | - Antonov 17' - Abdusalamov 53' - Kochiyev 60' | Sân vận động: Essentuki Arena Lượng khán giả: 544 Trọng tài: Evgeni Galimov |  |

| 25 tháng 9 năm 2024 | Ural Yekaterinburg (2) | 1–0      | SKA-Khabarovsk (2) | Yekaterinburg                                                                                      |  |
| 17:00 (19:00 YEKT)  | - Mosin 8'             | Chi tiết |                    | Sân vận động: Yekaterinburg Arena Stadium Lượng khán giả: 6,446 Trọng tài: Aleksandr Mashlyakevich |  |

| 25 tháng 9 năm 2024                                  | Volgar Astrakhan (3) | 1–1 (4–5 p)                                                      | Ufa (2)                 | Astrakhan                                                                     |  |
| 18:00 (19:00 SAMT)                                   | - Karpov 87' (l.n.)  | Chi tiết                                                         | - Lesnikov 90+3' (l.n.) | Sân vận động: Central Stadium Lượng khán giả: 2,087 Trọng tài: Maksim Perezva |  |
|                                                      |                      | Loạt sút luân lưu                                                |                         |                                                                               |  |
| - Lesnikov - Pavlishin - Druzhinin - Anosov - Volkov |                      | - Matskharashvili - Tenyayev - Pasevich - Kornyushin - Perchenok |                         |                                                                               |  |

| 25 tháng 9 năm 2024 | Oryol (4)                         | 2–3      | Sokol Saratov (2)                | Oryol                                                                         |  |
| 18:30               | - Khmelevskoy 50' - Dmitriyev 72' | Chi tiết | - Samko 14' - Shpitalny 28', 63' | Sân vận động: Central Stadium Lượng khán giả: 7,861 Trọng tài: Danil Kashirin |  |

| 25 tháng 9 năm 2024                          | Luki-Energiya Velikiye Luki (4) | 1–1 (1–3 p)                          | Baltika Kaliningrad (2) | Velikiye Luki                                                                  |  |
| 18:30                                        | - Spodarets 16' (ph.đ.)         | Chi tiết                             | - Fernandes 18'         | Sân vận động: Ekspress Stadium Lượng khán giả: 2,236 Trọng tài: Mikhail Plisko |  |
|                                              |                                 | Loạt sút luân lưu                    |                         |                                                                                |  |
| - Spodarets - Polyakov - Mayboroda - Butakov |                                 | - Nikishin - Stefanovich - Zazvonkin |                         |                                                                                |  |

| 25 tháng 9 năm 2024                    | Kompozit Pavlovsky Posad (4) | 0–0 (4–2 p)                                 | Neftekhimik Nizhnekamsk (2) | Orekhovo-Zuyevo                                                                     |  |
| 19:00                                  |                              |                                             |                             | Sân vận động: Znamya Truda Stadium Lượng khán giả: 346 Trọng tài: Maksim Skorochkin |  |
|                                        |                              | Loạt sút luân lưu                           |                             |                                                                                     |  |
| - Ionov - Lebedev - Morev - Peshcherov |                              | - Petrov - Sitdikov - Pershin - Sharifullin |                             |                                                                                     |  |

| 25 tháng 9 năm 2024 | Khimik Dzerzhinsk (3) | 0–3      | Chayka Peschanokopskoye (2)                                   | Dzerzhinsk                                                                      |  |
| 19:00               |                       | Chi tiết | - Mikhaylenko 32' (l.n.) - Khokhlachyov 38' - Nikolayev 90+2' | Sân vận động: Khimik Stadium Lượng khán giả: 1,800 Trọng tài: Stanislav Matveev |  |

| 25 tháng 9 năm 2024 | KAMAZ Naberezhnye Chelny (2) | 1–2      | Torpedo Moscow (2)         | Naberezhnye Chelny                                                         |  |
| 19:30               | - Abdullayev 59'             | Chi tiết | - Kolodin 35' - Shitov 51' | Sân vận động: KAMAZ Stadium Lượng khán giả: 1,212 Trọng tài: Inal Tanashev |  |

| 26 tháng 9 năm 2024 | Spartak Kostroma (3) | 1–0      | Yenisey Krasnoyarsk (2) | Kostroma                                                                                               |  |
| 17:00               | - Kiselyov 6'        | Chi tiết |                         | Sân vận động: Aleksandr Golubev SSHOR Stadium Lượng khán giả: 1,965 Trọng tài: Vladislav Tselovalnikov |  |

| 26 tháng 9 năm 2024                                    | Znamya Truda Orekhovo-Zuyevo (4) | 1–1 (4–3 p)                                                | Arsenal Tula (2) | Orekhovo-Zuevo                                                                     |  |
| 18:00                                                  | - Kuznetsov 25'                  | Chi tiết                                                   | - Turishchev 11' | Sân vận động: Znamya Truda Stadium Lượng khán giả: 1,300 Trọng tài: Nikita Novikov |  |
|                                                        |                                  | Loạt sút luân lưu                                          |                  |                                                                                    |  |
| - Sentyurin - Shishkov - Kuznetsov - Vorobyov - Urkhov |                                  | - Dmitriyev - Korotkov - Shevchenko - Zhilkin - Pechyonkin |                  |                                                                                    |  |

| 26 tháng 9 năm 2024 | Amkal Moscow (7) | 0–1      | Alania Vladikavkaz (2) | Moscow                                                                                |  |
| 19:30               |                  | Chi tiết | - Abdokov 11'          | Sân vận động: Spartak Academy Stadium Lượng khán giả: 1,800 Trọng tài: Vladimir Falov |  |

### Vòng 5
Buổi bốc thăm diễn ra vào ngày 27 tháng 9 năm 2024 lúc 15:00 MSK
Số đội tham dự
- 16 đội thắng ở Vòng 4

| 15 tháng 10 năm 2024 | Amkar Perm (4)       | 1–0      | Kompozit Pavlovsky Posad (4) | Perm                                                                          |  |
| 17:00 (19:00 YEKT)   | - Dibirgadzhiyev 41' | Chi tiết |                              | Sân vận động: Zvezda Stadium Lượng khán giả: 2,517 Trọng tài: Andrey Prokopov |  |

| 15 tháng 10 năm 2024 | Ufa (2) | 0–1      | Shinnik Yaroslavl (2) | Ufa                                                                          |  |
|                      |         | Chi tiết | - Zhamaletdinov 53'   | Sân vận động: Neftyanik Stadium Lượng khán giả: 940 Trọng tài: Igor Zakharov |  |

| 15 tháng 10 năm 2024 | Sokol Saratov (2) | 1–3      | Ural Yekaterinburg (2)                  | Saratov                                                                              |  |
|                      | - Maksimenko 82'  | Chi tiết | - Porokhov 3' - Ishkov 30' - Ayupov 55' | Sân vận động: Lokomotiv Stadium Lượng khán giả: 1,380 Trọng tài: Anatoliy Zhabchenko |  |

| 16 tháng 10 năm 2024                                 | Tyumen (2) | 0–0 (4–3 p)                                       | Alania Vladikavkaz (2) | Tyumen                                                                           |  |
| 17:00 (19:00 YEKT)                                   |            | Chi tiết                                          |                        | Sân vận động: Geolog Stadium Lượng khán giả: 1,580 Trọng tài: Aleksey Lapatukhin |  |
|                                                      |            | Loạt sút luân lưu                                 |                        |                                                                                  |  |
| - Savinov - Poroykov - Karpov - Kenfack - Shavlokhov |            | - Chochiyev - Kokoyev - Makarov - Tarba - Zaseyev |                        |                                                                                  |  |

| 16 tháng 10 năm 2024 | Rodina Moscow (2) | 1–2      | Spartak Kostroma (3)             | Moscow                                         |  |
| 17:00                | - Kalmykov 1'     | Chi tiết | - Saplinov 9' - Zhilmostnykh 50' | Sân vận động: Sapsan Arena Lượng khán giả: 618 |  |

| 16 tháng 10 năm 2024 | Torpedo Moscow (2) | 0–4      | Baltika Kaliningrad (2)                                          | Khimki                                                                    |  |
| 19:30                |                    | Chi tiết | - Fernandes 19' (ph.đ.), 50' - Stefanovich 37' - Zazvonkin 45+1' | Sân vận động: Arena Khimki Lượng khán giả: 704 Trọng tài: Evgeniy Galimov |  |

| 16 tháng 10 năm 2024 | Sochi (2)                           | 2–0      | Volga Ulyanovsk (3) | Sochi                                                                       |  |
| 19:30                | - Solodarenko 33' (l.n.) - Bart 89' | Chi tiết |                     | Sân vận động: Fisht Stadium Lượng khán giả: 2,695 Trọng tài: Danil Kashirin |  |

| 17 tháng 10 năm 2024 | Chayka Peschanokopskoye (2) | 2–0      | Znamya Truda Orekhovo-Zuyevo (4) | Peschanokopskoye                                                           |  |
| 19:00                | - Ivashin 15' - Pelikh 81'  | Chi tiết |                                  | Sân vận động: Central Stadium Lượng khán giả: 567 Trọng tài: Anton Sidorin |  |

### Vòng 6
Buổi bốc thăm diễn ra vào ngày 18 tháng 10 năm 2024 lúc 15:30 MSK
Số đội tham dự
- 8 đội thắng ở Vòng 5

| 29 October 2024    | Tyumen (2)                                       | 3–0      | Amkar Perm (4) | Tyumen                                                                             |  |
| 17:30 (19:30 YEKT) | - Kosarev 2' - Pridyuk 49' (l.n.) - Maryanov 67' | Chi tiết |                | Sân vận động: Geolog Stadium Lượng khán giả: 1,610 Trọng tài: Konstantin Averyanov |  |

| 29 October 2024    | Baltika Kaliningrad (2) | 0–1      | Ural Yekaterinburg (2) | Kaliningrad                                                                         |  |
| 20:00 (19:00 KALT) |                         | Chi tiết | - Beveyev 48'          | Sân vận động: Rostec Arena Lượng khán giả: 9,154 Trọng tài: Vladislav Tselovalnikov |  |

| 30 October 2024 | Shinnik Yaroslavl (2) | 0–0 (4–2 p) | Chayka Peschanokopskoye (2) | Yaroslavl                                                                    |  |
| 17:45           |                       | Chi tiết    |                             | Sân vận động: Shinnik Stadium Lượng khán giả: 1,864 Trọng tài: Inal Tanashev |  |

| 30 October 2024 | Sochi (2)                                | 2–2 (4–2 p) | Spartak Kostroma (3)        | Sochi                                                                     |  |
| 20:00           | - Zhilmostnykh 17' (l.n.) - Kravtsov 69' | Chi tiết    | - Sadov 47' - Rubtsov 90+1' | Sân vận động: Fisht Stadium Lượng khán giả: 4,533 Trọng tài: Oleg Sokolov |  |

## Vòng bảng (nhánh RPL)
Buổi lễ bốc thăm vòng bảng diễn ra vào ngày 10 tháng 8 năm 2024
16 đội bóng của Giải bóng đá Ngoại hạng Nga sẽ bắt đầu giải từ vòng bảng (4 đội mỗi bảng). Các đội sẽ chơi 6 trận ở vòng bảng.
- Ngày 1: 30 tháng 7 – 1 tháng 8.
- Ngày 2: 13 – 15 tháng 8.
- Ngày 3: 27 – 29 tháng 8.
- Ngày 4: 17 – 19 tháng 9.
- Ngày 5: 1 – 3 tháng 10.
- Ngày 6: 22 – 24 tháng 10.

| Nhóm 1                                                                  | Nhóm 2                                                | Nhóm 3                                                              | Nhóm 4                                                                |
| ----------------------------------------------------------------------- | ----------------------------------------------------- | ------------------------------------------------------------------- | --------------------------------------------------------------------- |
| - Zenit Saint Petersburg - Krasnodar - Dynamo Moscow - Lokomotiv Moscow | - Spartak Moscow - CSKA Moscow - Rostov - Rubin Kazan | - Krylia Sovetov Samara - Akhmat Grozny - Fakel Voronezh - Orenburg | - Pari Nizhny Novgorod - Akron Tolyatti - Khimki - Dynamo Makhachkala |

Các trận đấu diễn ra vào múi giờ MSK (UTC+3)

### Bảng A
| VT | Đội                       | Tr | T | PT | PB | B | BT | BB | BHS | Đ  | Giành quyền tham dự                                         |  | SPA | DMO | DMA | KRY |
| -- | ------------------------- | -- | - | -- | -- | - | -- | -- | --- | -- | ----------------------------------------------------------- |  | --- | --- | --- | --- |
| 1  | Spartak Moscow (A)        | 6  | 5 | 0  | 0  | 1 | 14 | 4  | +10 | 15 | Giành quyền tham dự Vòng đấu loại trực tiếp (nhánh RPL)     |  | —   | 3–0 | 0–1 | 4–1 |
| 2  | Dynamo Moscow (A)         | 5  | 2 | 1  | 0  | 2 | 11 | 10 | +1  | 8  | Giành quyền tham dự Vòng đấu loại trực tiếp (nhánh RPL)     |  | 2–3 | —   | 2–1 | 5–1 |
| 3  | Dynamo Makhachkala (Q)    | 6  | 2 | 0  | 2  | 2 | 8  | 8  | 0   | 8  | Giảnh quyền tham dự Vòng đấu loại trực tiếp (nhánh khu vực) |  | 0–1 | 2–2 | —   | 1–0 |
| 4  | Krylia Sovetov Samara (E) | 5  | 0 | 1  | 0  | 4 | 5  | 16 | −11 | 2  |                                                             |  | 0–3 |     | 3–3 | —   |

1. ↑  Dynamo Moscow thắng 5–3 ở loạt sút luân lưu
2. ↑  Krylya Sovetov thắng 5–3 ở loạt sút luân lưu.

| 31 tháng 7 năm 2024 Ngày 1 | Spartak Moscow                                                      | 3–0      | Dynamo Moscow                                                  | Moscow                                                                          |  |
| 18:30                      | - Ugalde 37' - Selikhov 64' - Medina 68' (ph.đ.) - Maslov 75' 90+2' | Chi tiết | - Lepsky 40' - Kutitsky 50' - Ngamaleu 67' - Majstorović 90+3' | Sân vận động: Lukoil Arena Lượng khán giả: 20,431 Trọng tài: Vladimir Moskalyov |  |

| 1 tháng 8 năm 2024 Ngày 1 | Dynamo Makhachkala    | 1–0      | Krylia Sovetov Samara              | Kaspiysk                                                                    |  |
| 19:30                     | - Gadzhiyev 83' 90+5' | Chi tiết | - Vladimir Pisarsky (Sychevoy) 40' | Sân vận động: Anzhi Arena Lượng khán giả: 10,027 Trọng tài: Sergey Tsyganok |  |

| 14 tháng 8 năm 2024 Ngày 2 | Dynamo Moscow                                             | 2–1      | Dynamo Makhachkala | Moscow                                                                  |  |
| 19:30                      | - Makarov 42' - Carrascal 54' (ph.đ.) 62' - Gladyshev 75' | Chi tiết | - Gadzhiyev 44'    | Sân vận động: VTB Arena Lượng khán giả: 12,105 Trọng tài: Yegor Yegorov |  |

| 27 tháng 8 năm 2024 Ngày 2 | Krylia Sovetov Samara          | 0–3      | Spartak Moscow                                                       | Samara                                                                                  |  |
| 19:30 (20:30 SAMT)         | - Yevgenyev 14' - Costanza 73' | Chi tiết | - Litvinov 28' - Maslov 30' - Martins 64' - Medina 83' - Zorin 90+3' | Sân vận động: Solidarnost Samara Arena Lượng khán giả: 20,040 Trọng tài: Ivan Abrosimov |  |

| 27 tháng 8 năm 2024 Ngày 3 | Spartak Moscow                          | 0–1      | Dynamo Makhachkala                                                                              | Moscow                                                                               |  |
| 19:30                      | - Zobnin 16' - Ugalde 90' - Abena 90+4' | Chi tiết | - Agalarov 14' (ph.đ.) - Mrezigue 30' - Gadzhiyev 44' - Sundukov 61' - Paltsev 90' - Volk 90+2' | Sân vận động: Lukoil Arena Lượng khán giả: 19,419 Trọng tài: Aleksandr Mashlyakevich |  |

| 28 tháng 8 năm 2024 Ngày 3 | Dynamo Moscow                                                                 | 5–1      | Krylia Sovetov Samara  | Moscow                                                                    |  |
| 19:30                      | - Bokov 9' - Okishor 21', 45+1' - Fernández 56' - Gladyshev 58' - Makarov 83' | Chi tiết | - Costanza 42' (ph.đ.) | Sân vận động: VTB Arena Lượng khán giả: 12,515 Trọng tài: Evgeniy Bulanov |  |

| 18 tháng 9 năm 2024 Ngày 4                  | Dynamo Makhachkala            | 2–2 (3–5 p)                                             | Dynamo Moscow                                                               | Kaspiysk                                                                   |  |
| 21:15                                       | - Serderov 40' - Agalarov 67' | Chi tiết                                                | - Fomin 34' - Arthur 37' - Skopintsev 61' - Fernández 77' - Aleksandrov 90' | Sân vận động: Anzhi Arena Lượng khán giả: 13,781 Trọng tài: Ivan Abrosimov |  |
|                                             |                               | Loạt sút luân lưu                                       |                                                                             |                                                                            |  |
| - Agalarov - Magomedov - Glushkov - Yusupov |                               | - Fomin - Gladyshev - El Maouhoub - Carrascal - Bitello |                                                                             |                                                                            |  |

| 18 tháng 9 năm 2024 Ngày 4 | Spartak Moscow | 4–1      | Krylia Sovetov Samara                           | Moscow                                                                    |  |
| 20:45                      | - Nicholson 2' - Zobnin 19' - Khlusevich 24' - Marquinhos 24' - Pyachenin 41' (l.n.) - Stanković 87' - Mangas 89' | Chi tiết | - Pyachenin 34' 86' - Shitov 68' - Costanza 70' | Sân vận động: Lukoil Arena Lượng khán giả: 13,014 Trọng tài: Roman Safyan |  |

| 2 tháng 10 năm 2024 Ngày 5 | Dynamo Moscow                                                | 2–3      | Spartak Moscow                                                                                                | Moscow                                                                   |  |
| 19:00                      | - Dasa 2' - Maouhoub 17' 20' - Balbuena 90' - Kutitsky 90+7' | Chi tiết | - Barco 10' (ph.đ.) - Khlusevich 19' - Litvinov 56' - Martins 84' - Stanković (manager) 87' 87' - Willian 90' | Sân vận động: VTB Arena Lượng khán giả: 22,035 Trọng tài: Vitali Meshkov |  |

| 2 tháng 10 năm 2024 Ngày 5                          | Krylia Sovetov Samara              | 3–3 (5–3 p)                                | Dynamo Makhachkala                                      | Samara                                                                                     |  |
| 19:00 (20:00 SAMT)                                  | - Babayev 1', 44' - Tsypchenko 11' | Chi tiết                                   | - Paltsev 49' - Agalarov 57', 66' - Gadzhiyev 85' 90+2' | Sân vận động: Solidarnost Samara Arena Lượng khán giả: 5,092 Trọng tài: Mikhail Cheremnykh |  |
|                                                     |                                    | Loạt sút luân lưu                          |                                                         |                                                                                            |  |
| - Sergeyev - Garré - Oleynikov - Méndez - Dmitriyev |                                    | - Agalarov - Gadzhiyev - Yusupov - Paltsev |                                                         |                                                                                            |  |

| 22 tháng 10 năm 2024 Ngày 6 | Dynamo Makhachkala           | 0–1      | Spartak Moscow                   | Kaspiysk                                         |  |
| 18:30                       | - Kirsh 37' - Kagermazov 90' | Chi tiết | - Zorin 49' 53' 85' - Mangas 75' | Sân vận động: Anzhi Arena Lượng khán giả: 10,032 |  |

| 24 tháng 10 năm 2024 Ngày 6 | Krylia Sovetov Samara | v        | Dynamo Moscow | Samara                                 |  |
| 19:00                       |                       | Chi tiết |               | Sân vận động: Solidarnost Samara Arena |  |

### Bảng B
| VT | Đội                  | Tr | T | PT | PB | B | BT | BB | BHS | Đ  | Giành quyền tham dự                                         |  | LOK | ROS | KHI | ORE |
| -- | -------------------- | -- | - | -- | -- | - | -- | -- | --- | -- | ----------------------------------------------------------- |  | --- | --- | --- | --- |
| 1  | Lokomotiv Moscow (A) | 6  | 5 | 1  | 0  | 0 | 17 | 6  | +11 | 17 | Giành quyền tham dự Vòng đấu loại trực tiếp (nhánh RPL)     |  | —   | 1–0 | 4–0 | 2–1 |
| 2  | Rostov (A)           | 6  | 3 | 0  | 2  | 1 | 11 | 7  | +4  | 11 | Giành quyền tham dự Vòng đấu loại trực tiếp (nhánh RPL)     |  | 2–2 | —   | 3–1 | 3–1 |
| 3  | Khimki (Q)           | 6  | 1 | 1  | 0  | 4 | 5  | 16 | −11 | 5  | Giảnh quyền tham dự Vòng đấu loại trực tiếp (nhánh khu vực) |  | 1–5 | 2–2 | —   | 1–0 |
| 4  | Orenburg (E)         | 6  | 1 | 0  | 0  | 5 | 6  | 10 | −4  | 3  |                                                             |  | 2–3 | 0–1 | 2–0 | —   |

1. ↑  Lokomotiv Moscow thắng 8–7 ở loạt sút luân lưu
2. ↑  Khimki giành chiến thắng 8–7 ở loạt sút luân lưu.

| 30 tháng 7 năm 2024 Ngày 1 | Lokomotiv Moscow           | 1–0      | Rostov          | Moscow                                                                          |  |
| 18:30                      | - Karpukas 11' - Rakov 78' | Chi tiết | - Melyokhin 10' | Sân vận động: Lokomotiv Stadium Lượng khán giả: 11,250 Trọng tài: Ranel Ziyakov |  |

| 31 tháng 7 năm 2024 Ngày 1 | Khimki                          | 1–0      | Orenburg    | Khimki                                                                         |  |
| 16:00                      | - Abdullahi 48' - Magomedov 90' | Chi tiết | - Zotov 86' | Sân vận động: Arena Khimki Lượng khán giả: 1,186 Trọng tài: Mikhail Cheremnykh |  |

| 13 tháng 8 năm 2024 Ngày 2 | Orenburg                                                   | 2–3      | Lokomotiv Moscow                                                              | Orenburg                                                                       |  |
| 17:30 (19:30 YEKT)         | - Cuero 16' (ph.đ.), 53' 74' - Prokhin 85' - Kasimov 90+4' | Chi tiết | - Suleymanov 8' (ph.đ.), 36' - Pogostnov 19' - Nenakhov 45+3' - Rakov 77' 82' | Sân vận động: Gazovik Stadium Lượng khán giả: 5,294 Trọng tài: Evgeniy Bulanov |  |

| 13 tháng 8 năm 2024 Ngày 2 | Rostov                                                                                    | 3–1      | Khimki                                                      | Rostov-on-Don                                                             |  |
| 20:00                      | - Kuchayev 8' - Melyokhin 12' - Bayramyan 25' - Ronaldo 38' - Sako 85' - Golenkov 85' 88' | Chi tiết | - Khosonov 28' - Zabolotny 43' - Bakayev 45+2' - Mirzov 85' | Sân vận động: Rostov Arena Lượng khán giả: 14,352 Trọng tài: Roman Safyan |  |

| 30 tháng 7 năm 2024 Ngày 1 | Lokomotiv Moscow           | 1–0      | Rostov          | Moscow                                                                          |  |
| 18:30                      | - Karpukas 11' - Rakov 78' | Chi tiết | - Melyokhin 10' | Sân vận động: Lokomotiv Stadium Lượng khán giả: 11,250 Trọng tài: Ranel Ziyakov |  |

| 31 tháng 7 năm 2024 Ngày 1 | Khimki                          | 1–0      | Orenburg    | Khimki                                                                         |  |
| 16:00                      | - Abdullahi 48' - Magomedov 90' | Chi tiết | - Zotov 86' | Sân vận động: Arena Khimki Lượng khán giả: 1,186 Trọng tài: Mikhail Cheremnykh |  |

| 13 tháng 8 năm 2024 Ngày 2 | Orenburg                                                   | 2–3      | Lokomotiv Moscow                                                              | Orenburg                                                                       |  |
| 17:30 (19:30 YEKT)         | - Cuero 16' (ph.đ.), 53' 74' - Prokhin 85' - Kasimov 90+4' | Chi tiết | - Suleymanov 8' (ph.đ.), 36' - Pogostnov 19' - Nenakhov 45+3' - Rakov 77' 82' | Sân vận động: Gazovik Stadium Lượng khán giả: 5,294 Trọng tài: Evgeniy Bulanov |  |

| 13 tháng 8 năm 2024 Ngày 2 | Rostov                                                                                    | 3–1      | Khimki                                                      | Rostov-on-Don                                                             |  |
| 20:00                      | - Kuchayev 8' - Melyokhin 12' - Bayramyan 25' - Ronaldo 38' - Sako 85' - Golenkov 85' 88' | Chi tiết | - Khosonov 28' - Zabolotny 43' - Bakayev 45+2' - Mirzov 85' | Sân vận động: Rostov Arena Lượng khán giả: 14,352 Trọng tài: Roman Safyan |  |

| 28 tháng 8 năm 2024 Ngày 3 | Orenburg                  | 0–1      | Rostov                                   | Orenburg                                                                       |  |
| 15:00 (17:00 YEKT)         | - Prokhin 66' - Pérez 87' | Chi tiết | - Ignatov 39' - Golenkov 83' - Utkin 87' | Sân vận động: Gazovik Stadium Lượng khán giả: 3,650 Trọng tài: Evgeni Kukulyak |  |

| 28 tháng 8 năm 2024 Ngày 3 | Lokomotiv Moscow                                      | 4–0      | Khimki         | Moscow                                                                   |  |
| 19:30                      | - Pogostnov 4' - Suleymanov 43', 57' - Radikovsky 81' | Chi tiết | - Terekhov 52' | Sân vận động: RZD Arena Lượng khán giả: 12,011 Trọng tài: Artem Lyubimov |  |

| 18 tháng 9 năm 2024 Ngày 4 | Rostov                                                    | 3–1      | Orenburg                                       | Rostov-on-Don                                                               |  |
| 19:00                      | - Golenkov 35' - Sutormin 62' - Ignatov 77' - Ronaldo 86' | Chi tiết | - Marín 14' (ph.đ.) - Muro 16' - Khotulyov 67' | Sân vận động: Rostov Arena Lượng khán giả: 24,010 Trọng tài: Yan Bobrovskiy |  |

| 19 tháng 9 năm 2024 Ngày 4 | Khimki                                          | 1–5      | Lokomotiv Moscow                                                                              | Khimki                                                                         |  |
| 18:30                      | - Terekhov 69' - Fariña 74' 90+1' - Bakayev 90' | Chi tiết | - Timofeev 41' - Suleymanov 48', 70' (ph.đ.) - Montes 52' - Pinyayev 62', 63' - Tiknizyan 74' | Sân vận động: Arena Khimki Lượng khán giả: 2,950 Trọng tài: Mikhail Cheremnykh |  |

| 1 tháng 10 năm 2024 Ngày 5 | Lokomotiv Moscow                   | 2–1      | Orenburg                                      | Moscow                                                                           |  |
| 18:30                      | - Pinyayev 9', 55' - Tiknizyan 11' | Chi tiết | - Oganesyan 46' - Saharkhizan 65' - Bašić 89' | Sân vận động: RZD Arena Lượng khán giả: 8,294 Trọng tài: Aleksandr Mashlyakevich |  |

| 2 tháng 10 năm 2024 Ngày 5                                                                           | Khimki                                       | 2–2 (8–7 p)                                                                                      | Rostov                                                             | Khimki                                                                      |  |
| 16:15                                                                                                | - Rudenko 81' 90+4' - Melentijević 88' 90+4' | Chi tiết                                                                                         | - Langovich 44' - Sako 56' - Mohebi 69' 76' - Karpin (manager) 84' | Sân vận động: Arena Khimki Lượng khán giả: 1,307 Trọng tài: Evgeniy Bulanov |  |
| |                                              | Loạt sút luân lưu                                                                                |                                                                    |                                                                             |  |
| - Panchenko - Mejía - Rudenko - Zabolotny - Mirzov - Abdullahi - Fernández - Stepanov - Melentijević |                                              | - Komlichenko - Sako - Komarov - Langovich - Mohebi - Kuchayev - Shchetinin - Shantali - Chernov |                                                                    |                                                                             |  |

| 23 tháng 10 năm 2024 Ngày 6 | Orenburg                         | 2–0      | Khimki         | Orenburg                                                                     |  |
| 16:30 (18:30 YEKT)          | - Mikhaylov 10' - Baranovsky 33' | Chi tiết | - Stepanov 57' | Sân vận động: Gazovik Stadium Lượng khán giả: 2,396 Trọng tài: Vera Opeykina |  |

| 23 tháng 10 năm 2024 Ngày 6                                                                                       | Rostov                                           | 2–2 (7–8 p)                                                                                                 | Lokomotiv Moscow                                                    | Rostov-on-Don                                                              |  |
| 19:00 | - Saravia 16' - Komarov 19' - Sutormin 45' 90+3' | Chi tiết | - Batrakov 16' (ph.đ.) - Morozov 40' - Nyamsi 90+1' - Sarveli 90+6' | Sân vận động: Rostov Arena Lượng khán giả: 22,203 Trọng tài: Yegor Yegorov |  |
| |                                                  | Loạt sút luân lưu                                                                                           |                                                                     |                                                                            |  |
| - Komlichenko - Sutormin - Osipenko - Ignatov - Mohebi - Langovich - Kuchayev - Shchetinin - Vakhaniya - Shantali |                                                  | - Suleymanov - Silyanov - Sarveli - Nyamsi - Rakov - Morozov - Timofeyev - Nenakhov - Samoshnikov - Barinov |                                                                     |                                                                            |  |

### Bảng C
| VT | Đội                      | Tr | T | PT | PB | B | BT | BB | BHS | Đ  | Giành quyền tham dự                                         |  | CSK | AKH | KRA | PNN |
| -- | ------------------------ | -- | - | -- | -- | - | -- | -- | --- | -- | ----------------------------------------------------------- |  | --- | --- | --- | --- |
| 1  | CSKA Moscow (A)          | 6  | 4 | 1  | 0  | 1 | 8  | 2  | +6  | 14 | Giành quyền tham dự Vòng đấu loại trực tiếp (nhánh RPL)     |  | —   | 1–0 | 2–0 | 1–1 |
| 2  | Akhmat Grozny (A)        | 6  | 3 | 0  | 0  | 3 | 9  | 6  | +3  | 9  | Giành quyền tham dự Vòng đấu loại trực tiếp (nhánh RPL)     |  | 0–2 | —   | 3–0 | 4–1 |
| 3  | Krasnodar (Q)            | 6  | 3 | 0  | 0  | 3 | 4  | 7  | −3  | 9  | Giảnh quyền tham dự Vòng đấu loại trực tiếp (nhánh khu vực) |  | 1–0 | 1–0 | —   | 1–2 |
| 4  | Pari Nizhny Novgorod (E) | 6  | 1 | 0  | 1  | 4 | 5  | 11 | −6  | 4  |                                                             |  | 0–2 | 1–2 | 0–1 | —   |

1. ↑  CSKA thắng 4–2 ở luân lưu
2. 1 2  Hiệu số bàn thắng hiệp chính: Akhmat +4, Krasnodar -2

| 31 tháng 7 năm 2024 Ngày 1 | Akhmat Grozny                                              | 4–1      | Pari Nizhny Novgorod                                                           | Grozny                                                                     |  |
| 21:00                      | - Agalarov 26' (ph.đ.) - Shvets 42' - Berisha 55', 60' 87' | Chi tiết | - Aleksandrov 25' - Gotsuk 40' - Mukhin 64' - Shnaptsev 74' - Vešner Tičić 77' | Sân vận động: Akhmat-Arena Lượng khán giả: 4,635 Trọng tài: Ivan Abrosimov |  |

| 31 tháng 7 năm 2024 Ngày 1 | Krasnodar                            | 1–0      | CSKA Moscow                                              | Krasnodar                                                                        |  |
| 21:00                      | - Pina 52' - Batxi 55' - Olaza 90+2' | Chi tiết | - Moisés 17' - Nikolić 28' - Bistrović 30' - Willyan 38' | Sân vận động: Krasnodar Stadium Lượng khán giả: 23,155 Trọng tài: Artem Lyubimov |  |

| 14 tháng 8 năm 2024 Ngày 2                 | CSKA Moscow                  | 1–1 (4–2 p)                                  | Pari Nizhny Novgorod                                               | Moscow                                                                           |  |
| 17:15                                      | - Diveyev 60' - Moisés 90+3' | Chi tiết                                     | - Zé Turbo 32' - Kutateladze 44' - Aleksandrov 52' - Karapuzov 85' | Sân vận động: VEB Arena Lượng khán giả: 9,062 Trọng tài: Aleksandr Mashlyakevich |  |
|                                            |                              | Loạt sút luân lưu                            |                                                                    |                                                                                  |  |
| - Oblyakov - Diveyev - Krugovoy - Khellven |                              | - Ožegović - Gotsuk - Stamatov - Aleksandrov |                                                                    |                                                                                  |  |

| 15 tháng 8 năm 2024 Ngày 2 | Krasnodar                                                                                      | 1–0      | Akhmat Grozny                                         | Krasnodar                                                                          |  |
| 20:30                      | - Olusegun 11' - Castaño 72' - Chernikov 78' - Zhirov 87' (l.n.) - Musayev 90+2' - Batxi 90+6' | Chi tiết | - Cardoso 52' - Šatara 90+5' - Sadulayev after match' | Sân vận động: Krasnodar Stadium Lượng khán giả: 17,377 Trọng tài: Vasily Kazartsev |  |

| 27 tháng 8 năm 2024 Ngày 3 | Akhmat Grozny                            | 0–2      | CSKA Moscow                                                | Grozny                                                                  |  |
| 17:15                      | - Shvets 15' - Šatara 53' - Camilo 90+6' | Chi tiết | - Bistrović 35' - Rocha 71' - Musayev 87' - Krugovoy 90+7' | Sân vận động: Akhmat-Arena Lượng khán giả: 6,517 Trọng tài: Egor Egorov |  |

| 28 tháng 8 năm 2024 Ngày 3 | Pari Nizhny Novgorod                                | 0–1      | Krasnodar                                                 | Nizhny Novgorod                                                                      |  |
| 17:15                      | - Glushchenkov 28' - Bozhenov 73' - Troshechkin 75' | Chi tiết | - Tormena 28' - Kozlov 36' - Arutyunyan 68' - Castaño 80' | Sân vận động: Nizhny Novgorod Stadium Lượng khán giả: 9,002 Trọng tài: Artur Fedorov |  |

| 18 tháng 9 năm 2024 Ngày 4 | CSKA Moscow                               | 2–0      | Krasnodar                                 | Moscow                                                                  |  |
| 19:00                      | - Gajić 32' - Torop 48' - Kislyak 58' 89' | Chi tiết | - Tormena 24' - Pina 31' - González 90+3' | Sân vận động: VEB Arena Lượng khán giả: 20,117 Trọng tài: Sergey Cheban |  |

| 19 tháng 9 năm 2024 Ngày 4 | Pari Nizhny Novgorod                                                             | 1–2      | Akhmat Grozny                                                                | Nizhny Novgorod                                                                        |  |
| 18:30                      | - Gotsuk 28' 59' - Aleksandrov 45+1' - Kakkoyev 49' - Ilić 90' - Tsarukyan 90+1' | Chi tiết | - Samorodov 10' - Lovat 59' (ph.đ.) - Talal 76' - Oparin 90' - Utsiyev 90+4' | Sân vận động: Nizhny Novgorod Stadium Lượng khán giả: 7,821 Trọng tài: Evgeniy Bulanov |  |

| 1 tháng 10 năm 2024 Ngày 5 | Pari Nizhny Novgorod | 0–2      | CSKA Moscow                              | Nizhny Novgorod                                                                         |  |
| 20:45                      | - Zé Turbo 27'       | Chi tiết | - Gajić 28' - Bistrović 49' - Glebov 62' | Sân vận động: Nizhny Novgorod Stadium Lượng khán giả: 15,098 Trọng tài: Sergey Tsyganok |  |

| 2 tháng 10 năm 2024 Ngày 5 | Akhmat Grozny                                                         | 3–0      | Krasnodar                                     | Grozny                                                                        |  |
| 21:15                      | - Ghandri 19' - Ismael 30' - Kovachev 45+4' - Kamilov 49' - Talal 82' | Chi tiết | - González 43' - Krivtsov 45+2' - Córdoba 77' | Sân vận động: Akhmat-Arena Lượng khán giả: 6,723 Trọng tài: Pavel Shadykhanov |  |

| 22 tháng 10 năm 2024 Ngày 6 | CSKA Moscow                                   | 1–0      | Akhmat Grozny | Moscow                                                                       |  |
| 20:45                       | - Koïta 34' 49' - Bistrović 43' - Zdjelar 88' | Chi tiết | - Shvets 24'  | Sân vận động: VEB Arena Lượng khán giả: 11,128 Trọng tài: Vladimir Moskalyov |  |

| 23 tháng 10 năm 2024 Ngày 6 | Krasnodar                                                      | 1–2      | Pari Nizhny Novgorod                                                         | Krasnodar                                                                         |  |
| 21:15                       | - Castaño 32' - Spertsyan 76' - Olusegun 89' - Chernikov 90+2' | Chi tiết | - Vedernikov 55' - Tsarukyan 61' - Bozhenov 81' - Lukyanov 82' - Karič 90+3' | Sân vận động: Krasnodar Stadium Lượng khán giả: 16,137 Trọng tài: Evgeni Kukulyak |  |

### Bảng D
| VT | Đội                        | Tr | T | PT | PB | B | BT | BB | BHS | Đ  | Giành quyền tham dự                                         |  | ZEN | RUB | AKR | FAK |
| -- | -------------------------- | -- | - | -- | -- | - | -- | -- | --- | -- | ----------------------------------------------------------- |  | --- | --- | --- | --- |
| 1  | Zenit Saint Petersburg (A) | 6  | 5 | 0  | 1  | 0 | 13 | 2  | +11 | 16 | Giành quyền tham dự Vòng đấu loại trực tiếp (nhánh RPL)     |  | —   | 2–0 | 5–1 | 3–0 |
| 2  | Rubin Kazan (A)            | 6  | 3 | 0  | 0  | 3 | 7  | 4  | +3  | 9  | Giành quyền tham dự Vòng đấu loại trực tiếp (nhánh RPL)     |  | 0–1 | —   | 4–0 | 0–1 |
| 3  | Akron Tolyatti (Q)         | 6  | 2 | 1  | 0  | 3 | 6  | 12 | −6  | 8  | Giảnh quyền tham dự Vòng đấu loại trực tiếp (nhánh khu vực) |  | 1–1 | 0–1 | —   | 2–0 |
| 4  | Fakel Voronezh (E)         | 6  | 1 | 0  | 0  | 5 | 2  | 10 | −8  | 3  |                                                             |  | 0–1 | 0–2 | 1–2 | —   |

1. ↑  Akron thắng 5–4 ở loạt sút luân lưu.

| 30 tháng 7 năm 2024 Ngày 1 | Rubin Kazan                                                     | 4–0      | Akron Tolyatti                  | Kazan                                                                     |  |
| 18:30                      | - Kuznetsov 8' - Ivanov 10' - Rozhkov 48' - Jukić 74' - Iwu 81' | Chi tiết | - Baranok 26' - Moskvichyov 47' | Sân vận động: Ak Bars Arena Lượng khán giả: 7,140 Trọng tài: Roman Safyan |  |

| 30 tháng 7 năm 2024 Ngày 1 | Zenit Saint Petersburg                                          | 3–0      | Fakel Voronezh             | Saint Petersburg                                                             |  |
| 21:00                      | - Yerokhin 25' - Florencio 66' - Cherov 70' (l.n.) - Isidor 84' | Chi tiết | - Dziov 10' - Bagamaev 88' | Sân vận động: Gazprom Arena Lượng khán giả: 27,927 Trọng tài: Rafael Shafeev |  |

| 14 tháng 8 năm 2024 Ngày 2 | Rubin Kazan                                                                  | 0–1      | Zenit Saint Petersburg | Kazan                                                                            |  |
| 17:15                      | - Ashurmatov 33' - Rakhmonaliev 83' - Ivanov 90' - Zotov 90' - Vujačić 90+3' | Chi tiết | - Vasilyev 59'         | Sân vận động: Ak Bars Arena Lượng khán giả: 17,404 Trọng tài: Mikhail Cheremnykh |  |

| 15 tháng 8 năm 2024 Ngày 2 | Fakel Voronezh | 1–2      | Akron Tolyatti                          | Voronezh                                                               |  |
| 18:00                      | - Markov 5'    | Chi tiết | - Dmitriyev 10' - Paliyenko 70' (ph.đ.) | Sân vận động: Fakel Stadium Lượng khán giả: 0 Trọng tài: Ranel Ziyakov |  |

| 27 tháng 8 năm 2024 Ngày 3                         | Akron Tolyatti                                                    | 1–1 (5–4 p)                                      | Zenit Saint Petersburg          | Samara                                                                                  |  |
| 17:15 (18:15 SAMT)                                 | - Esanov 48' - Timoshenko 54' (ph.đ.) - Khubulov 65' - Bakaev 73' | Chi tiết                                         | - Alip 37' - Vasilyev 45+2' 84' | Sân vận động: Solidarnost Samara Arena Lượng khán giả: 4,834 Trọng tài: Sergey Tsyganok |  |
|                                                    |                                                                   | Loạt sút luân lưu                                |                                 |                                                                                         |  |
| - Kuzmin - Bakaev - Timoshenko - Esanov - Khubulov |                                                                   | - Mantuan - Pedro - Akhmetov - Artur - Claudinho |                                 |                                                                                         |  |

| 27 tháng 8 năm 2024 Ngày 3 | Fakel Voronezh               | 0–2      | Rubin Kazan                        | Voronezh                                                                 |  |
| 19:30                      | - Bryzgalov 47' - Moțpan 59' | Chi tiết | - Kuznetsov 41' - Shabanhaxhaj 84' | Sân vận động: Fakel Stadium Lượng khán giả: 7,090 Trọng tài: Yuri Karpov |  |

| 17 tháng 9 năm 2024 Ngày 4 | Zenit Saint Petersburg                                  | 2–0      | Rubin Kazan     | Saint Petersburg                                                              |  |
| 20:00                      | - Sobolev 4' - Mantuan 26' - Chistyakov 59' - Artur 89' | Chi tiết | - Apshatsev 44' | Sân vận động: Gazprom Arena Lượng khán giả: 30,140 Trọng tài: Evgeni Kukulyak |  |

| 18 tháng 9 năm 2024 Ngày 4 | Akron Tolyatti                  | 2–0      | Fakel Voronezh            | Samara                                                                                |  |
| 16:15 (17:15 SAMT)         | - Khubulov 50' 55' - Gribov 63' | Chi tiết | - Ivlev 22' - Mertens 90' | Sân vận động: Solidarnost Samara Arena Lượng khán giả: 1,338 Trọng tài: Vera Opeykina |  |

| 1 tháng 10 năm 2024 Ngày 5 | Rubin Kazan                 | 0–1      | Fakel Voronezh                                                                         | Kazan                                                                       |  |
| 16:15                      | - Kuznetsov 36' - Čumić 78' | Chi tiết | - Ilyin 19' (ph.đ.) - Bagateliya 30' - Senhadji 58' - Shchetinin 69' - Kvekveskiri 84' | Sân vận động: Ak Bars Arena Lượng khán giả: 4,309 Trọng tài: Yan Bobrovskiy |  |

| 2 tháng 10 năm 2024 Ngày 5 | Zenit Saint Petersburg                                                             | 5–1      | Akron Tolyatti                                         | Saint Petersburg                                                            |  |
| 21:15                      | - Yerokhin 2' 6' - Artur 13', 43' - Pedro 39' - Sobolev 61' - Mostovoy 87' (ph.đ.) | Chi tiết | - Bardybakhin 46' 80' - Esanov 79' - Moskvichyov 90+2' | Sân vận động: Gazprom Arena Lượng khán giả: 21,777 Trọng tài: Yegor Yegorov |  |

| 22 tháng 10 năm 2024 Vòng 6 | Fakel Voronezh                    | 0–1      | Zenit Saint Petersburg | Voronezh                                                                    |  |
| 16:15                       | - Masternoy 28' - Bryzgalov 90+5' | Chi tiết | - Yerokhin 44'         | Sân vận động: Fakel Stadium Lượng khán giả: 7,154 Trọng tài: Ivan Abrosimov |  |

| 23 tháng 10 năm 2024 Vòng 6 | Akron Tolyatti                                 | 0–1      | Rubin Kazan                          | Samara                                                                                 |  |
| 19:00 (20:00 SAMT)          | - Pestryakov 27' - Khubulov 39' - Savichev 89' | Chi tiết | - Shabanhaxhaj 8' - Rakhmonaliev 39' | Sân vận động: Solidarnost Samara Arena Lượng khán giả: 1,050 Trọng tài: Artem Lyubimov |  |

## Vòng đấu loại trực tiếp
Ở giai đoạn loại trực tiếp, giống như ở vòng loại, các đội sẽ chia thành 2 nhánh
Các đội ở nhánh RPL (nhánh trên) sẽ thi đấu với nhau trong hai trận theo hình thức sân nhà và sân khách. Các đội thua sau 2 trận ở nhánh RPL, trừ trận chung kết nhánh, sẽ có cơ hội thứ hai ở nhánh vùng.
Các đội ở nhánh vùng (nhánh dưới) sẽ thi đấu với nhau trong 1 trận. Mỗi vòng, trừ trận chung kết nhánh, bao gồm 2 giai đoạn. Ở giai đoạn 1 của tứ kết, các đội từ vòng loại nhánh vùng sẽ thi đấu với đội xếp thứ ba của giai đoạn nhóm nhánh RPL, sau đó ở giai đoạn 2, họ sẽ thi đấu với đội thua ở tứ kết nhánh RPL. Ở giai đoạn 1 của bán kết, các đội sẽ thi đấu với các đội thắng ở vòng trước của nhánh vùng, giai đoạn 2 giống như ở tứ kết.
Như mùa giải trước, đội thua ở trận chung kết nhánh trên sẽ bị loại khỏi giải đấu và sẽ không thi đấu ở trận chung kết nhánh dưới, vì vậy trận chung kết nhánh Vùng chỉ bao gồm 1 giai đoạn.
Các đội thắng ở cả hai nhánh sẽ thi đấu trong trận siêu chung kết.
|  |                               |                               |                        |   |                               |                               |                               |                               |                    |   |                                |                                |                                |                                |                           |                  |                                |                                |                                |                                |  |  |                      |                      |  |  |                |                |
|  |                               |                               |                        |   | Nhánh RPL Tứ kết              | Nhánh RPL Tứ kết              | Nhánh RPL Tứ kết              | Nhánh RPL Tứ kết              |                    |   | Nhánh RPL Bán kết              | Nhánh RPL Bán kết              | Nhánh RPL Bán kết              | Nhánh RPL Bán kết              |                           |                  | Nhánh RPL Chung kết            | Nhánh RPL Chung kết            | Nhánh RPL Chung kết            | Nhánh RPL Chung kết            |  |  |                      |                      |  |  | Siêu chung kết | Siêu chung kết |
|  |                               |                               |                        |   | Nhánh RPL Tứ kết              | Nhánh RPL Tứ kết              | Nhánh RPL Tứ kết              | Nhánh RPL Tứ kết              |                    |   | Nhánh RPL Bán kết              | Nhánh RPL Bán kết              | Nhánh RPL Bán kết              | Nhánh RPL Bán kết              |                           |                  | Nhánh RPL Chung kết            | Nhánh RPL Chung kết            | Nhánh RPL Chung kết            | Nhánh RPL Chung kết            |  |  |                      |                      |  |  | Siêu chung kết | Siêu chung kết |
|  |                               |                               |                        |   |                               |                               |                               |                               |                    |   |                                |                                |                                |                                |                           |                  |                                |                                |                                |                                |  |  |                      |                      |  |  |                |                |
|  |                               |                               |                        |   |                               |                               |                               |                               |                    |   |                                |                                |                                |                                |                           |                  |                                |                                |                                |                                |  |  |                      |                      |  |  |                |                |
|  |                               |                               | Spartak Moscow         | 0 | 1                             | 1                             |                               |                               |                    |   |                                |                                |                                |                                |                           |                  |                                |                                |                                |                                |  |  |                      |                      |  |  |                |                |
|  |                               |                               | Spartak Moscow         | 0 | 1                             | 1                             |                               |                               |                    |   |                                |                                |                                |                                |                           |                  |                                |                                |                                |                                |  |  |                      |                      |  |  |                |                |
|  |                               |                               | Rostov                 | 1 | 2                             | 3                             |                               |                               |                    |   |                                |                                |                                |                                |                           |                  |                                |                                |                                |                                |  |  |                      |                      |  |  |                |                |
|  |                               |                               | Rostov                 | 1 | 2                             | 3                             |                               |                               | Rostov             | 0 | 1                              | 1                              |                                |                                |                           |                  |                                |                                |                                |                                |  |  |                      |                      |  |  |                |                |
|  |                               |                               |                        |   |                               |                               |                               |                               | Rostov             | 0 | 1                              | 1                              |                                |                                |                           |                  |                                |                                |                                |                                |  |  |                      |                      |  |  |                |                |
|  |                               |                               | Zenit Saint Petersburg | 1 | 2                             | 3                             |                               |                               |                    |   |                                |                                |                                |                                |                           |                  |                                |                                |                                |                                |  |  |                      |                      |  |  |                |                |
|  |                               |                               | Zenit Saint Petersburg | 1 | 2                             | 3                             |                               |                               | Dynamo Moscow      | 1 | 1                              | 2 (4)                          |                                |                                |                           |                  |                                |                                |                                |                                |  |  |                      |                      |  |  |                |                |
|  |                               |                               |                        |   |                               |                               |                               |                               | Dynamo Moscow      | 1 | 1                              | 2 (4)                          |                                |                                |                           |                  |                                |                                |                                |                                |  |  |                      |                      |  |  |                |                |
|  |                               |                               | Lokomotiv Moscow       | 2 | 0                             | 2 (3)                         |                               |                               |                    |   |                                |                                |                                |                                |                           |                  |                                |                                |                                |                                |  |  |                      |                      |  |  |                |                |
|  |                               |                               | Lokomotiv Moscow       | 2 | 0                             | 2 (3)                         |                               |                               |                    |   | Zenit Saint Petersburg         | 2                              | 0                              | 2 (3)                          |                           |                  |                                |                                |                                |                                |  |  |                      |                      |  |  |                |                |
|  |                               |                               |                        |   |                               |                               |                               |                               |                    |   |                                |                                |                                |                                |                           |                  |                                |                                |                                |                                |  |  |                      |                      |  |  |                |                |
|  |                               |                               | CSKA Moscow (p)        | 0 | 2                             | 2 (4)                         |                               |                               |                    |   |                                |                                |                                |                                |                           |                  |                                |                                |                                |                                |  |  |                      |                      |  |  |                |                |
|  |                               |                               | CSKA Moscow (p)        | 0 | 2                             | 2 (4)                         |                               |                               | Zenit              | 3 | 2                              | 5                              |                                |                                |                           |                  |                                |                                |                                |                                |  |  |                      |                      |  |  |                |                |
|  |                               |                               |                        |   |                               |                               |                               |                               | Zenit              | 3 | 2                              | 5                              |                                |                                |                           |                  |                                |                                |                                |                                |  |  |                      |                      |  |  |                |                |
|  |                               |                               | Akhmat                 | 0 | 1                             | 1                             |                               |                               |                    |   |                                |                                |                                |                                |                           |                  |                                |                                |                                |                                |  |  |                      |                      |  |  |                |                |
|  |                               |                               | Akhmat                 | 0 | 1                             | 1                             |                               |                               | CSKA Moscow        | 2 | 0                              | 2                              |                                |                                |                           |                  |                                |                                |                                |                                |  |  |                      |                      |  |  |                |                |
|  |                               |                               |                        |   |                               |                               |                               |                               | CSKA Moscow        | 2 | 0                              | 2                              |                                |                                |                           |                  |                                |                                |                                |                                |  |  |                      |                      |  |  |                |                |
|  |                               |                               | Dynamo Moscow          | 1 | 0                             | 1                             |                               |                               |                    |   |                                |                                |                                |                                |                           |                  |                                |                                |                                |                                |  |  |                      |                      |  |  |                |                |
|  |                               |                               | Dynamo Moscow          | 1 | 0                             | 1                             |                               |                               | Rubin Kazan        | 0 | 0                              | 0                              |                                |                                |                           |                  |                                |                                |                                |                                |  |  |                      |                      |  |  |                |                |
|  |                               |                               |                        |   |                               |                               |                               |                               | Rubin Kazan        | 0 | 0                              | 0                              |                                |                                | tháng 6 năm 2025 – Moscow |                  |                                |                                |                                |                                |  |  |                      |                      |  |  |                |                |
|  |                               |                               | CSKA                   | 0 | 3                             | 3                             |                               |                               |                    |   |                                |                                |                                |                                |                           |                  |                                |                                |                                |                                |  |  |                      |                      |  |  |                |                |
|  |                               |                               | CSKA                   | 0 | 3                             | 3                             |                               |                               |                    |   | CSKA Moscow                    |                                |                                |                                |                           |                  |                                |                                |                                |                                |  |  |                      |                      |  |  |                |                |
|  |                               |                               |                        |   |                               |                               |                               |                               |                    |   |                                |                                |                                |                                |                           |                  |                                |                                |                                |                                |  |  |                      |                      |  |  |                |                |
|  |                               |                               | Rostov                 |   |                               |                               |                               |                               |                    |   |                                |                                |                                |                                |                           |                  |                                |                                |                                |                                |  |  |                      |                      |  |  |                |                |
|  | Nhánh vùng Tứ kết Giai đoạn 1 | Nhánh vùng Tứ kết Giai đoạn 1 |                        |   | Nhánh vùng Tứ kết Giai đoạn 2 | Nhánh vùng Tứ kết Giai đoạn 2 | Nhánh vùng Tứ kết Giai đoạn 2 | Nhánh vùng Tứ kết Giai đoạn 2 |                    |   | Nhánh vùng Bán kết Giai đoạn 1 | Nhánh vùng Bán kết Giai đoạn 1 | Nhánh vùng Bán kết Giai đoạn 1 | Nhánh vùng Bán kết Giai đoạn 1 |                           |                  | Nhánh vùng Bán kết Giai đoạn 2 | Nhánh vùng Bán kết Giai đoạn 2 | Nhánh vùng Bán kết Giai đoạn 2 | Nhánh vùng Bán kết Giai đoạn 2 |  |  | Nhánh vùng Chung kết | Nhánh vùng Chung kết |  |  |                |                |
|  | Nhánh vùng Tứ kết Giai đoạn 1 | Nhánh vùng Tứ kết Giai đoạn 1 |                        |   | Nhánh vùng Tứ kết Giai đoạn 2 | Nhánh vùng Tứ kết Giai đoạn 2 | Nhánh vùng Tứ kết Giai đoạn 2 | Nhánh vùng Tứ kết Giai đoạn 2 |                    |   | Nhánh vùng Bán kết Giai đoạn 1 | Nhánh vùng Bán kết Giai đoạn 1 | Nhánh vùng Bán kết Giai đoạn 1 | Nhánh vùng Bán kết Giai đoạn 1 |                           |                  | Nhánh vùng Bán kết Giai đoạn 2 | Nhánh vùng Bán kết Giai đoạn 2 | Nhánh vùng Bán kết Giai đoạn 2 | Nhánh vùng Bán kết Giai đoạn 2 |  |  | Nhánh vùng Chung kết | Nhánh vùng Chung kết |  |  |                |                |
|  |                               |                               |                        |   |                               |                               |                               |                               |                    |   |                                |                                |                                |                                |                           |                  |                                |                                |                                |                                |  |  |                      |                      |  |  |                |                |
|  |                               |                               |                        |   |                               |                               |                               |                               |                    |   |                                |                                |                                |                                |                           |                  |                                |                                |                                |                                |  |  |                      |                      |  |  |                |                |
|  |                               |                               |                        |   | Dynamo Makhachkala            | Dynamo Makhachkala            | Dynamo Makhachkala            | 1                             |                    |   |                                |                                |                                |                                |                           |                  |                                |                                |                                |                                |  |  |                      |                      |  |  |                |                |
|  |                               |                               |                        |   | Dynamo Makhachkala            | Dynamo Makhachkala            | Dynamo Makhachkala            | 1                             |                    |   |                                |                                |                                |                                | Lokomotiv Moscow          | Lokomotiv Moscow | Lokomotiv Moscow               | 0                              |                                |                                |  |  |                      |                      |  |  |                |                |
|  | Tyumen                        | 3 (2)                         |                        |   | Lokomotiv Moscow              | Lokomotiv Moscow              | Lokomotiv Moscow              | 2                             |                    |   |                                |                                |                                |                                | Lokomotiv Moscow          | Lokomotiv Moscow | Lokomotiv Moscow               | 0                              |                                |                                |  |  |                      |                      |  |  |                |                |
|  | Tyumen                        | 3 (2)                         |                        |   | Lokomotiv Moscow              | Lokomotiv Moscow              | Lokomotiv Moscow              | 2                             |                    |   | Lokomotiv Moscow               | Lokomotiv Moscow               | Lokomotiv Moscow               | 2                              |                           |                  | Rostov                         | Rostov                         | Rostov                         | 2                              |  |  |                      |                      |  |  |                |                |
|  | Krasnodar                     | 3 (4)                         |                        |   |                               |                               |                               |                               |                    |   | Lokomotiv Moscow               | Lokomotiv Moscow               | Lokomotiv Moscow               | 2                              |                           |                  | Rostov                         | Rostov                         | Rostov                         | 2                              |  |  |                      |                      |  |  |                |                |
|  | Krasnodar                     | 3 (4)                         |                        |   |                               |                               | Akhmat Grozny                 | Akhmat Grozny                 | Akhmat Grozny      | 1 |                                |                                |                                |                                |                           |                  |                                |                                |                                |                                |  |  |                      |                      |  |  |                |                |
|  |                               |                               |                        |   | Krasnodar                     | Krasnodar                     | Krasnodar                     | Akhmat Grozny                 | Akhmat Grozny      | 1 | 1                              |                                |                                |                                |                           |                  |                                |                                |                                |                                |  |  |                      |                      |  |  |                |                |
|  |                               |                               |                        |   | Krasnodar                     | Krasnodar                     | Krasnodar                     |                               |                    |   |                                |                                |                                |                                |                           | Rostov           | 2                              |                                |                                |                                |  |  |                      |                      |  |  |                |                |
|  | Shinnik Yaroslavl             | 0                             |                        |   | Akhmat Grozny                 | Akhmat Grozny                 | Akhmat Grozny                 | 2                             |                    |   |                                |                                |                                |                                |                           |                  |                                |                                |                                |                                |  |  |                      |                      |  |  |                |                |
|  | Shinnik Yaroslavl             | 0                             |                        |   | Akhmat Grozny                 | Akhmat Grozny                 | Akhmat Grozny                 | 2                             |                    |   |                                |                                | Spartak Moscow                 | 1                              |                           |                  |                                |                                |                                |                                |  |  |                      |                      |  |  |                |                |
|  | Akron Tolyatti                | 1                             |                        |   |                               |                               |                               |                               |                    |   |                                |                                |                                |                                |                           |                  |                                |                                |                                |                                |  |  |                      |                      |  |  |                |                |
|  | Akron Tolyatti                | 1                             |                        |   |                               |                               |                               |                               |                    |   |                                |                                |                                |                                |                           |                  |                                |                                |                                |                                |  |  |                      |                      |  |  |                |                |
|  |                               |                               |                        |   | Akron Tolyatti                | Akron Tolyatti                | Akron Tolyatti                | 2                             |                    |   |                                |                                |                                |                                |                           |                  |                                |                                |                                |                                |  |  |                      |                      |  |  |                |                |
|  |                               |                               |                        |   | Akron Tolyatti                | Akron Tolyatti                | Akron Tolyatti                | 2                             |                    |   |                                |                                |                                |                                | Spartak Moscow            | Spartak Moscow   | Spartak Moscow                 | 2                              |                                |                                |  |  |                      |                      |  |  |                |                |
|  | Sochi                         | 1 (3)                         |                        |   | Spartak Moscow                | Spartak Moscow                | Spartak Moscow                | 3                             |                    |   |                                |                                |                                |                                | Spartak Moscow            | Spartak Moscow   | Spartak Moscow                 | 2                              |                                |                                |  |  |                      |                      |  |  |                |                |
|  | Sochi                         | 1 (3)                         |                        |   | Spartak Moscow                | Spartak Moscow                | Spartak Moscow                | 3                             |                    |   | Spartak Moscow                 | Spartak Moscow                 | Spartak Moscow                 | 3                              |                           |                  | Dynamo Moscow                  | Dynamo Moscow                  | Dynamo Moscow                  | 1                              |  |  |                      |                      |  |  |                |                |
|  | Dynamo Makhachkala            | 1 (4)                         |                        |   |                               |                               |                               |                               |                    |   | Spartak Moscow                 | Spartak Moscow                 | Spartak Moscow                 | 3                              |                           |                  | Dynamo Moscow                  | Dynamo Moscow                  | Dynamo Moscow                  | 1                              |  |  |                      |                      |  |  |                |                |
|  | Dynamo Makhachkala            | 1 (4)                         |                        |   |                               |                               | Ural Yekaterinburg            | Ural Yekaterinburg            | Ural Yekaterinburg | 0 |                                |                                |                                |                                |                           |                  |                                |                                |                                |                                |  |  |                      |                      |  |  |                |                |
|  |                               |                               |                        |   | Ural Yekaterinburg            | Ural Yekaterinburg            | Ural Yekaterinburg            | Ural Yekaterinburg            | Ural Yekaterinburg | 0 | 1                              |                                |                                |                                |                           |                  |                                |                                |                                |                                |  |  |                      |                      |  |  |                |                |
|  |                               |                               |                        |   | Ural Yekaterinburg            | Ural Yekaterinburg            | Ural Yekaterinburg            |                               |                    |   |                                |                                |                                |                                |                           |                  |                                |                                |                                |                                |  |  |                      |                      |  |  |                |                |
|  | Ural Yekaterinburg            | 1 (4)                         |                        |   | Rubin Kazan                   | Rubin Kazan                   | Rubin Kazan                   | 0                             |                    |   |                                |                                |                                |                                |                           |                  |                                |                                |                                |                                |  |  |                      |                      |  |  |                |                |
|  | Ural Yekaterinburg            | 1 (4)                         |                        |   | Rubin Kazan                   | Rubin Kazan                   | Rubin Kazan                   | 0                             |                    |   |                                |                                |                                |                                |                           |                  |                                |                                |                                |                                |  |  |                      |                      |  |  |                |                |
|  | Khimki                        | 1 (3)                         |                        |   |                               |                               |                               |                               |                    |   |                                |                                |                                |                                |                           |                  |                                |                                |                                |                                |  |  |                      |                      |  |  |                |                |
|  | Khimki                        | 1 (3)                         |                        |   |                               |                               |                               |                               |                    |   |                                |                                |                                |                                |                           |                  |                                |                                |                                |                                |  |  |                      |                      |  |  |                |                |

### Tứ kết
| Nhóm 1                                                                                     | Nhóm 2                                                                 |
| ------------------------------------------------------------------------------------------ | ---------------------------------------------------------------------- |
| - Lokomotiv Moscow (1) - Spartak Moscow (1) - Zenit Saint Petersburg (1) - CSKA Moscow (1) | - Rostov (1) - Dynamo Moscow (1) - Akhmat Grozny (1) - Rubin Kazan (1) |

| Nhóm 1                                                      | Nhóm 2                                                                     |
| ----------------------------------------------------------- | -------------------------------------------------------------------------- |
| - Thắng vòng 6 - Thắng vòng 6 - Thắng vòng 6 - Thắng vòng 6 | - Khimki (1) - Dynamo Makhachkala (1) - Krasnodar (1) - Akron Tolyatti (1) |

#### Nhánh RPL
| Đội 1                  | TTS         | Đội 2            | Lượt đi | Lượt về |
| ---------------------- | ----------- | ---------------- | ------- | ------- |
| Spartak Moscow         | 1–3         | Rostov           | 0–1     | 1–2     |
| Dynamo Moscow          | 2–2 (4–3 p) | Lokomotiv Moscow | 1–2     | 1–0     |
| Zenit Saint Petersburg | 5–1         | Akhmat Grozny    | 3–0     | 2–1     |
| Rubin Kazan            | 0–3         | CSKA Moscow      | 0–0     | 0–3     |

| 5 tháng 11 năm 2024 Tứ kết nhánh RPL | Spartak Moscow | 0–1      | Rostov               | Moscow                        |  |
|                                      |                | Chi tiết | - Mohebi 70' (ph.đ.) | Sân vận động: Otkrytiye Arena |  |

| 26-28 tháng 11 năm 2024 Tứ kết nhánh RPL | Rostov                                                         | 2–1      | Spartak Moscow                                                                               | Rostov-on-Don                                                               |  |
| 20:30                                    | - Golenkov 19' - Melyokhin 31' - Kuchayev 57' - Shchetinin 75' | Chi tiết | - Zorin 41' - Stanković (Huấn luyện viên) 52' - Martins 55' - Umyarov 85' - Marquinhos 90+2' | Sân vận động: Rostov Arena Lượng khán giả: 26,990 Trọng tài: Sergei Karasev |  |

| 5 tháng 11 năm 2024 Tứ kết nhánh RPL | Dynamo Moscow  | 1–2      | Lokomotiv Moscow            | Moscow                  |  |
| 20:45                                | - Maouhoub 28' | Chi tiết | - Montes 25' - Pinyayev 52' | Sân vận động: VTB Arena |  |

| 26-28 tháng 11 năm 2024 Tứ kết nhánh RPL                    | Lokomotiv Moscow                                                  | 0–1 (3–4 p)                                               | Dynamo Moscow                                 | Moscow                                                                               |  |
|                                                             | - Morozov 44' - Nyamsi 63' - Vorobyov 87' - Lička (manager) 90+2' | Chi tiết                                                  | - Ngamaleu 10' - Fernández 43' - Tyukavin 89' | Sân vận động: Sân vận động Lokomotiv Lượng khán giả: 13,540 Trọng tài: Pavel Kukuyan |  |
|                                                             |                                                                   | Loạt sút luân lưu                                         |                                               |                                                                                      |  |
| - Batrakov - Nyamsi - Vorobyov - Rakov - Morozov - Silyanov |                                                                   | - Grulyov - Tyukavin - Arthur - Ngamaleu - Bitello - Dasa |                                               |                                                                                      |  |

| 6 tháng 11 năm 2024 Tứ kết nhánh RPL | Zenit Saint Petersburg                                         | 3–0      | Akhmat Grozny               | Saint Petersburg                                                              |  |
| 20:45                                | - Claudinho 20' - Chistyakov 41' - Cassierra 53' - Sobolev 88' | Chi tiết | - Ismael 5' - Samorodov 84' | Sân vận động: Gazprom Arena Lượng khán giả: 20,570 Trọng tài: Evgeny Kukulyak |  |

| 26-28 tháng 11 năm 2024 Tứ kết nhánh RPL | Akhmat Grozny                                 | 1–2      | Zenit Saint Petersburg   | Grozny                                                                    |  |
|                                          | - Kamilov 32' - Cardoso 49' - Samorodov 90+1' | Chi tiết | - Gondou 15' - Artur 72' | Sân vận động: Akhmat-Arena Lượng khán giả: 5,648 Trọng tài: Yegor Yegorov |  |

| 6 tháng 11 năm 2024 Tứ kết nhánh RPL | Rubin Kazan                             | 0–0      | CSKA Moscow                                   | Kazan                                                                          |  |
| 18:30                                | - Çuni 10' - Vujačić 35' - Teslenko 53' | Chi tiết | - Zdjelar 17' - Krugovoy 42' - Khellven 90+1' | Sân vận động: Ak Bars Arena Lượng khán giả: 14,070 Trọng tài: Artem Chistyakov |  |

| 26-28 tháng 11 năm 2024 Tứ kết nhánh RPL | CSKA Moscow                                                     | 3–0      | Rubin Kazan        | Moscow                                                                  |  |
| 20:30                                    | - Khellven 20' 88' - Fayzullaev 30' - Musayev 38' - Willyan 70' | Chi tiết | - Shabanhaxhaj 59' | Sân vận động: VEB Arena Lượng khán giả: 11,325 Trọng tài: Sergey Ivanov |  |

#### Nhánh vùng

##### Giai đoạn 1
| 26 tháng 11 năm 2024 Tứ kết Nhánh vùng giai đoạn 1 | Tyumen (2)                                                               | 3–3 (2–4 p)                                           | Krasnodar (1)                                  | Tyumen                                                                      |  |
|                                                    | - Poroykov 45+1' 57', 62' - Khramtsov 79' - Shavlokhov 82' - Tkachuk 87' | Chi tiết                                              | - Kozlov 22' - Smolov 39', 53' - Koksharov 86' | Sân vận động: Geolog Stadium Lượng khán giả: 7,114 Trọng tài: Ranel Ziyakov |  |
|                                                    |                                                                          | Loạt sút luân lưu                                     |                                                |                                                                             |  |
| - Kosarev - Klyonkin - Karpov - Khramtsov          |                                                                          | - Gazinsky - Kozlov - Kuchugura - Koksharov - Castaño |                                                |                                                                             |  |

| 26 tháng 11 năm 2024 Tứ kết Nhánh vùng giai đoạn 1 | Shinnik Yaroslavl (2)                      | 0–1      | Akron Tolyatti (1)                                           | Yaroslavl                                                                     |  |
| 18:15                                              | - Yakushevich 57' - Kul 64' - Samoylov 89' | Chi tiết | - Malakhov 1' (l.n.) - Gribov 45' - Kuzmin 85' - Baranok 89' | Sân vận động: Shinnik Stadium Lượng khán giả: 3,658 Trọng tài: Artem Lyubimov |  |

| 27 tháng 11 năm 2024 Tứ kết Nhánh vùng giai đoạn 1    | Sochi (2)                       | 1–1 (3–4 p)                                             | Dynamo Makhachkala (1) | Sochi                                                                               |  |
| 18:15                                                 | - Shushenachev 45' - Suslov 85' | Chi tiết                                                | - Đapo 70'             | Sân vận động: Fisht Olympic Stadium Lượng khán giả: 2,456 Trọng tài: Ivan Abrosimov |  |
|                                                       |                                 | Loạt sút luân lưu                                       |                        |                                                                                     |  |
| - Kramarič - Kravtsov - Saavedra - Nikitin - Sychevoy |                                 | - Agalarov - Magomedov - Mrezigue - Paltsev - Cacintura |                        |                                                                                     |  |

| 27 tháng 11 năm 2024 Tứ kết Nhánh vùng giai đoạn 1 | Ural Yekaterinburg (2) | 1–1 (4–3 p)                                              | Khimki (1)                      | Yekaterinburg                                                                    |  |
| 16:00 (18:00 YEKT)                                 | - Voronov 77'          | Chi tiết                                                 | - Magomedov 83' - Obukhov 90+2' | Sân vận động: Yekaterinburg Arena Lượng khán giả: 4,578 Trọng tài: Sergey Cheban |  |
|                                                    |                        | Loạt sút luân lưu                                        |                                 |                                                                                  |  |
| - Mosin - Porokhov - Ítalo - Voronov               |                        | - Rudenko - Golubović - Magomedov - Corredera - Khosonov |                                 |                                                                                  |  |

### Giai đoạn 2
| 11 tháng 3 năm 2025 Tứ kết Nhánh vùng giai đoạn 2 | Dynamo Makhachkala (1)                                                                      | 1–2      | Lokomotiv Moscow (1)                                                                            | Kaspiysk                                                                                     |  |
| 18:00                                             | - Glushkov 20' - Azzi 22' - Paltsev 45' - Kagermazov 46' - Agalarov 90+3' - Shumakhov 90+5' | Chi tiết | - Nenakhov 13' - Timofeyev 45' - Pinyayev 54' - Godyayev 63' - Sarveli 90+5' - Suleymanov 90+5' | Sân vận động: Anzhi Arena Lượng khán giả: 4,923 Trọng tài: Vasily Kazartsev (St. Petersburg) |  |

| 11 tháng 3 năm 2025 Tứ kết nhánh Vùng giai đoạn 2 | Krasnodar (1)                  | 1–2      | Akhmat Grozny (1)                                             | Krasnodar                                                                                |  |
| 20:30                                             | - Córdoba 56' 86' - Cobnan 76' | Chi tiết | - Luna Diale 20' - Kamilov 36' - Berisha 66', 72' (ph.đ.) 83' | Sân vận động: Krasnodar Stadium Lượng khán giả: 24,177 Trọng tài: Sergey Cheban (Moscow) |  |

| 12 tháng 3 năm 2025 Tứ kết nhánh Vùng giai đoạn 2 | Akron Tolyatti (1)                | 2–3      | Spartak Moscow (1)                | Samara                                                                                           |  |
| 16:00 (17:00 SAMT)                                | - Esanov 58' (ph.đ.) - Dzyuba 70' | Chi tiết | - Martins 17', 59' - Bongonda 20' | Sân vận động: Solidarnost Samara Arena Lượng khán giả: 2,960 Trọng tài: Artyom Chistyakov (Azov) |  |

| 12 tháng 3 năm 2025 Tứ kết nhánh Vùng giai đoạn 2 | Ural Yekaterinburg (2)         | 1–0      | Rubin Kazan (1) | Yekaterinburg                                                                                      |  |
| 16:00 (18:00 YEKT)                                | - Ar. Mamin 44' - Ayupov 45+2' | Chi tiết | - Çuni 37'      | Sân vận động: Yekaterinburg Arena Lượng khán giả: 6,572 Trọng tài: Ivan Abrosimov (St. Petersburg) |  |

### Bán kết
Buổi bốc thăm vòng bán kết được tổ chức vào ngày 30 tháng 11 năm 2024.

#### Nhánh RPL
| Đội 1       | TTS | Đội 2                  | Lượt đi | Lượt về |
| ----------- | --- | ---------------------- | ------- | ------- |
| Rostov      | 0–3 | Zenit Saint Petersburg | 0–1     | 0–2     |
| CSKA Moscow | 2–1 | Dynamo Moscow          | 2–1     | 0–0     |

| 12 tháng 3 năm 2025 Bán kết nhánh RPL | Rostov                      | 0–1      | Zenit Saint Petersburg                            | Rostov-on-Don                                                                           |  |
| 18:15                                 | - Poyarkov 55' - Mohebi 90' | Chi tiết | - Luiz Henrique 55' - Cassierra 79' - Barrios 90' | Sân vận động: Rostov Arena Lượng khán giả: 27,895 Trọng tài: Aleksey Sukhoy (Lyubertsy) |  |

| 16 tháng 4 năm 2025 Bán kết nhánh RPL | Zenit Saint Petersburg        | 2–0      | Rostov   | Saint Petersburg                                                                       |  |
| 18:00                                 | - Sobolev 57' - Cassierra 64' | Chi tiết | Sako 62' | Sân vận động: Gazprom Arena Lượng khán giả: 32,050 Trọng tài: Vitali Meshkov (Dmitrov) |  |

| 12 tháng 3 năm 2025 Bán kết nhánh RPL | CSKA Moscow                                              | 2–1      | Dynamo Moscow                                                     | Moscow                                                                                     |  |
| 20:30                                 | - Koïta 50' - Kislyak 63' - Glebov 90' - Guarirapa 90+5' | Chi tiết | - Skopintsev 58' - Maouhoub 61' - Carrascal 90' - Fernández 90+1' | Sân vận động: VEB Arena Lượng khán giả: 24,873 Trọng tài: Kirill Levnikov (St. Petersburg) |  |

| 16 tháng 4 năm 2025 Bán kết nhánh RPL | Dynamo Moscow               | 0–0      | CSKA Moscow                                | Moscow                                                                             |  |
| 20:30                                 | - Fomin 58' - Gladyshev 83' | Chi tiết | - Koïta 60' - Willyan 90+2' - Moisés 90+5' | Sân vận động: VTB Arena Lượng khán giả: 25,074 Trọng tài: Artyom Chistyakov (Azov) |  |

#### Nhánh vùng
Buổi bốc thăm vòng bán kết nhánh vùng, xác định đội chủ nhà nhánh vùng và nhánh RPL diễn ra vào ngày 12 tháng 3 năm 2025.

##### Giai đoạn 1
| 15 tháng 4 năm 2024 Bán kết nhánh vùng giai đoạn 1 | Lokomotiv Moscow (1)                                      | 2–1      | Akhmat Grozny (1)                        | Moscow                                                                                 |  |
| 18:00                                              | - Vorobyov 44' - Pogostnov 45' - Batrakov 52' - Rakov 88' | Chi tiết | - Ruiz Díaz 8' - Silva 38' - Berisha 64' | Sân vận động: RZD Arena Lượng khán giả: 9,456 Trọng tài: Sergey Ivanov (Rostov-on-Don) |  |

| 15 tháng 4 năm 2024 Bán kết nhánh vùng giai đoạn 1 | Spartak Moscow (1)                                | 3–0      | Ural Yekaterinburg (2)                          | Moscow                                                                                 |  |
| 20:30                                              | - Martins 6' - Marquinhos 28' - Barco 40' (ph.đ.) | Chi tiết | - Morozov 35' - Yegorychev 42' - Sungatulin 64' | Sân vận động: Lukoil Arena Lượng khán giả: 26,103 Trọng tài: Yevgeny Kukulyak (Kaluga) |  |

##### Giai đoạn 2
| 29 tháng 4 năm 2025 Bán kết nhánh vùng giai đoạn 2 | Spartak Moscow (1)                                                         | 2–1      | Dynamo Moscow (1)                                                | Moscow                                                                             |  |
| 20:30                                              | - Martins 11' - Marquinhos 14' - García 50' - Reabciuk 83' - Stanković 93' | Chi tiết | - Fernández 9' - Denisov 20' (l.n.) - Cáceres 25' - Balbuena 68' | Sân vận động: Lukoil Arena Lượng khán giả: 31,195 Trọng tài: Pavel Kukuyan (Sochi) |  |

| 30 tháng 4 năm 2025 Bán kết nhánh vùng giai đoạn 2 | Lokomotiv Moscow (1)                                                         | 0–2      | Rostov (1)                                                                          | Moscow                                                                                   |  |
| 18:00                                              | - Tiknizyan 4' - Rakov 49' - Suleymanov 68' - Godyayev 72' - Samoshnikov 76' | Chi tiết | - Shchetinin 3' - Osipenko 27' (ph.đ.) - Kuchayev 59' - Shantaly 79' - Golenkov 87' | Sân vận động: RZhD Arena Lượng khán giả: 11,721 Trọng tài: Vladimir Moskalyov (Voronezh) |  |

### Chung kết

#### Nhánh RPL
| Đội 1                  | TTS         | Đội 2       | Lượt đi | Lượt về |
| ---------------------- | ----------- | ----------- | ------- | ------- |
| Zenit Saint Petersburg | 2–2 (3–4 p) | CSKA Moscow | 2–0     | 0–2     |

| 30 tháng 4 năm 2025 Chung kết nhánh RPL | Zenit Saint Petersburg                                                                         | 2–0      | CSKA Moscow                         | Saint Petersburg                                                                            |  |
| 20:30                                   | - Cassiera 17' - Gorshkov 54' - Mostovoy 57' (ph.đ.) - Adamov 63' - Zdjelar 72' - Gondou 90+5' | Chi tiết | - Gajić 8' - Torop 55' - Glebov 63' | Sân vận động: Gazprom Arena Lượng khán giả: 51,580 Trọng tài: Sergey Ivanov (Rostov-on-Don) |  |

| 14 tháng 5 năm 2025 Chung kết nhánh RPL     | CSKA Moscow                                                  | 2–0 (4–3 p)                                             | Zenit Saint Petersburg | Moscow                                                                             |  |
| 19:30                                       | - Kislyak 37' - Willyan 45+5' - Oblyakov 73' - Musayev 90+2' | Chi tiết                                                |                        | Sân vận động: VEB Arena Lượng khán giả: 27,659 Trọng tài: Vitali Meshkov (Dmitrov) |  |
|                                             |                                                              | Loạt sút luân lưu                                       |                        |                                                                                    |  |
| - Diveyev - Alerrandro - Kislyak - Krugovoy |                                                              | - Sobolev - Santos - Mostovoy - Luiz Henrique - Mantuan |                        |                                                                                    |  |

#### Nhánh vùng
| 15 tháng 5 năm 2025 Chung kết nhánh vùng | Spartak Moscow (1)                                                                | 1–2      | Rostov (1)                                                                                            | Moscow                                                                                        |  |
| 20:00                                    | - García 76' - Ugalde 47' 84' - Babić 90' - Umyarov 90+5' - Stanković 90+2' 90+8' | Chi tiết | - Ignatov 13' - Maksimenko 31' (l.n.) - Komarov 69' - Komlichenko 78' - Bayramyan 90' - Yatimov 90+3' | Sân vận động: Lukoil Arena Lượng khán giả: 36,085 Trọng tài: Kirill Levnikov (St. Petersburg) |  |

### Siêu chung kết
| 1 tháng 6 năm 2025 | Rostov | – | CSKA Moscow | Moscow                         |  |
| 18:00              |        |   |             | Sân vận động: Luzhniki Stadium |  |